# Histoire des LGBT en Équateur
 (mai 2025).
La mise en forme du texte ne suit pas les recommandations de Wikipédia : il faut le « wikifier ».
Les points d'amélioration suivants sont les cas les plus fréquents :
- Les titres sont pré-formatés par le logiciel. Ils ne sont ni en capitales, ni en gras.
- Le texte ne doit pas être écrit en capitales (les noms de famille non plus), ni en gras, ni en italique, ni en « petit »…
- Le gras n'est utilisé que pour surligner le titre de l'article dans l'introduction, une seule fois.
- L'italique est rarement utilisé : mots en langue étrangère, titres d'œuvres, noms de bateaux, etc.
- Les citations ne sont pas en italique mais en corps de texte normal. Elles sont entourées par des guillemets français : « et ».
- Les listes à puces sont à éviter, des paragraphes rédigés étant largement préférés. Les tableaux sont à réserver à la présentation de données structurées (résultats, etc.).
- Les appels de note de bas de page (petits chiffres en exposant, introduits par l'outil «  Source ») sont à placer entre la fin de phrase et le point final[comme ça].
- Les liens internes (vers d'autres articles de Wikipédia) sont à choisir avec parcimonie. Créez des liens vers des articles approfondissant le sujet. Les termes génériques sans rapport avec le sujet sont à éviter, ainsi que les répétitions de liens vers un même terme.
- Les liens externes sont à placer uniquement dans une section « Liens externes », à la fin de l'article. Ces liens sont à choisir avec parcimonie suivant les règles définies. Si un lien sert de source à l'article, son insertion dans le texte est à faire par les notes de bas de page.
- La présentation des références doit suivre les conventions bibliographiques. Il est recommandé d'utiliser les modèles {{Ouvrage}}, {{Chapitre}}, {{Article}}, {{Lien web}} et/ou {{Bibliographie}}. Le mode d'édition visuel peut mettre en forme automatiquement les références.
- Insérer une infobox (cadre d'informations à droite) n'est pas obligatoire pour parachever la mise en page.

Pour une aide détaillée, merci de consulter Aide:Wikification.
Si vous pensez que ces points ont été résolus, vous pouvez retirer ce bandeau et améliorer la mise en forme d'un autre article.
 (mai 2025).

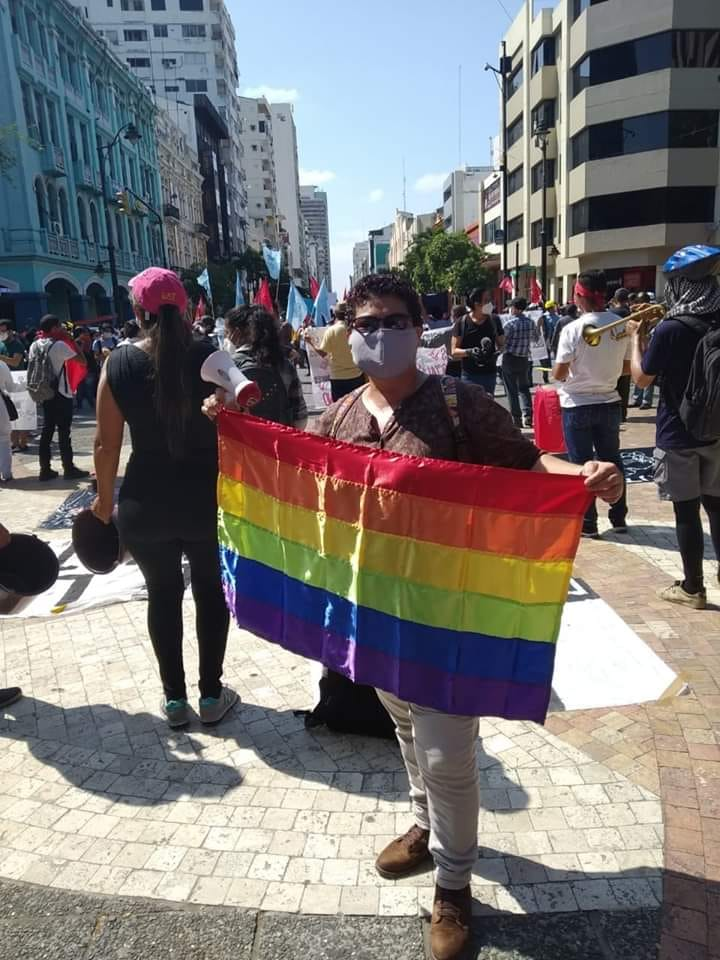
Activiste LGBT pendant une manifestation en 2020 en Équateur.

L'histoire des personnes lesbiennes, gays, bissexuelles et transgenres (LGBT) en Équateur commence dès la période précolombienne. Des indices ont été retrouvés dans de nombreuses cultures comme la Valdivia, Tumaco-La Tolita et Bahia qui suggèrent que l'homosexualité était vue comme quelque chose de naturel parmi ses membres,. Les textes écrits par les chroniqueurs hispaniques au moment de la colonisation espagnole parlent en particulier de la culture huancavilca comme étant le groupe natif dans lequel l'homosexualité était ouvertement pratiquée et acceptée. Pourtant, avec la conquête espagnole un système de répression contre n'importe quelle personne pratiquant l'homosexualité est mis en place dans les territoires qui forment actuellement l'Équateur.
Après l'indépendance, l'homosexualité est restée absente du Code Pénal équatorien jusqu'en 1871, lorsque pour la première fois elle y fut inscrite comme crime avec une peine de quatre à huit ans de prison. Pendant les décennies suivantes le thème fut peu mentionnée, principalement à cause de la criminalisation de l'homosexualité et le machisme qui caractérisait la société équatorienne de l'époque. Un changement notoire se produisit à la fin de la décennie de 1970, lorsque l'exode rural vers les principales villes et l'effet d'événements comme les émeutes de Stonewall ont provoqué un accroissement de la visibilité des personnes LGBT, qui ont commencé à avoir des réunions informelles qui donneraient plus tard lieu à la naissance d'une communauté gay équatorienne. Pourtant, ces avancées sont allées de pair avec une augmentation de la répression policière, principalement avec l'instauration en 1985 des escadrons volants, des groupes d'élite de la police qui réalisaient des arrestations illégales et des tortures contre toute personne qu'ils voyaient comme indésirable, en particulier contre les personnes appartenant à la diversité sexuelle,.
La répression policière diminua après la disparition des escadrons volants en 1988, mais resta quelque chose de commun. L'événement qui marqua le point de bascule pour la diversité sexuelle fut la rafle du bar Abanicos, un bar LGBT de Cuenca où eut lieu une violente descente de police la nuit du 14 juin 1997. Les personnes arrêtées dans le bar furent victimes d'abus, de tortures et de viols de la part de la police et d'autres prisonniers présents sur place, ce qui a provoqué des critiques au niveau national et a amené pour la première fois les divers groupes LGBT du pays à s'unir pour exiger la dépénalisation de l'homosexualité. Dans le cadre de cette campagne ont été réalisées les premières marches et manifestations publiques des personnes LGBT dans l'histoire de l'Équateur. Enfin, le 25 novembre 1997, le Tribunal Constitutionnel déclara que le premier paragraphe de l'article 516 du Code Pénal était inconstitutionnel, et ainsi fut dépénalisée l'homosexualité. Un an après, l'orientation sexuelle fut incluse dans les catégories protégées contre la discrimination dans la Constitution de 1998.
Bien que pendant les premières années du XXIe siècle, les cas de discrimination et abus continuèrent contre les personnes LGBT, les efforts de la communauté pour avoir une meilleure visibilité et obtenir de nouveaux droits ont aidé à accroître l'acceptation sociale du collectif. Pendant la création de la Constitution de 2008, des représentants des organisations LGBT furent impliqués dans le processus de rédaction et ils ont remporté d'importantes victoires comme la légalisation des unions de fait pour couples de personnes du même genre et l'inclusion de l'identité de genre dans les catégories protégées contre la discrimination.
Les années à partir de la décennie de 2010 ont amené de nouveaux jalons dans la lutte pour les droits des personnes appartenant à la diversité sexuelle, ainsi que l'apparition de figures publiques ouvertement LGBT, comme des ministres d'État, législateurs et maires,. En 2015, l'Assemblée nationale a approuvé des changements dans la loi de l'État civil, entre lesquels la possibilité pour les personnes transgenre de changer la catégorie de sexe dans la carte d'identité par celui de genre, comme le Cas 1692-12-EP, jugé en 2018 et qui a établi le droit de deux femmes à être enregistrées comme les mères légales de leur fille, et postérieurement les cas 11-18-CN et 10-18-CN, jugés le 12 juin 2019 et avec lesquels la Cour légalisa le mariage entre personnes de même genre en Équateur,.

## Époque précolombienne

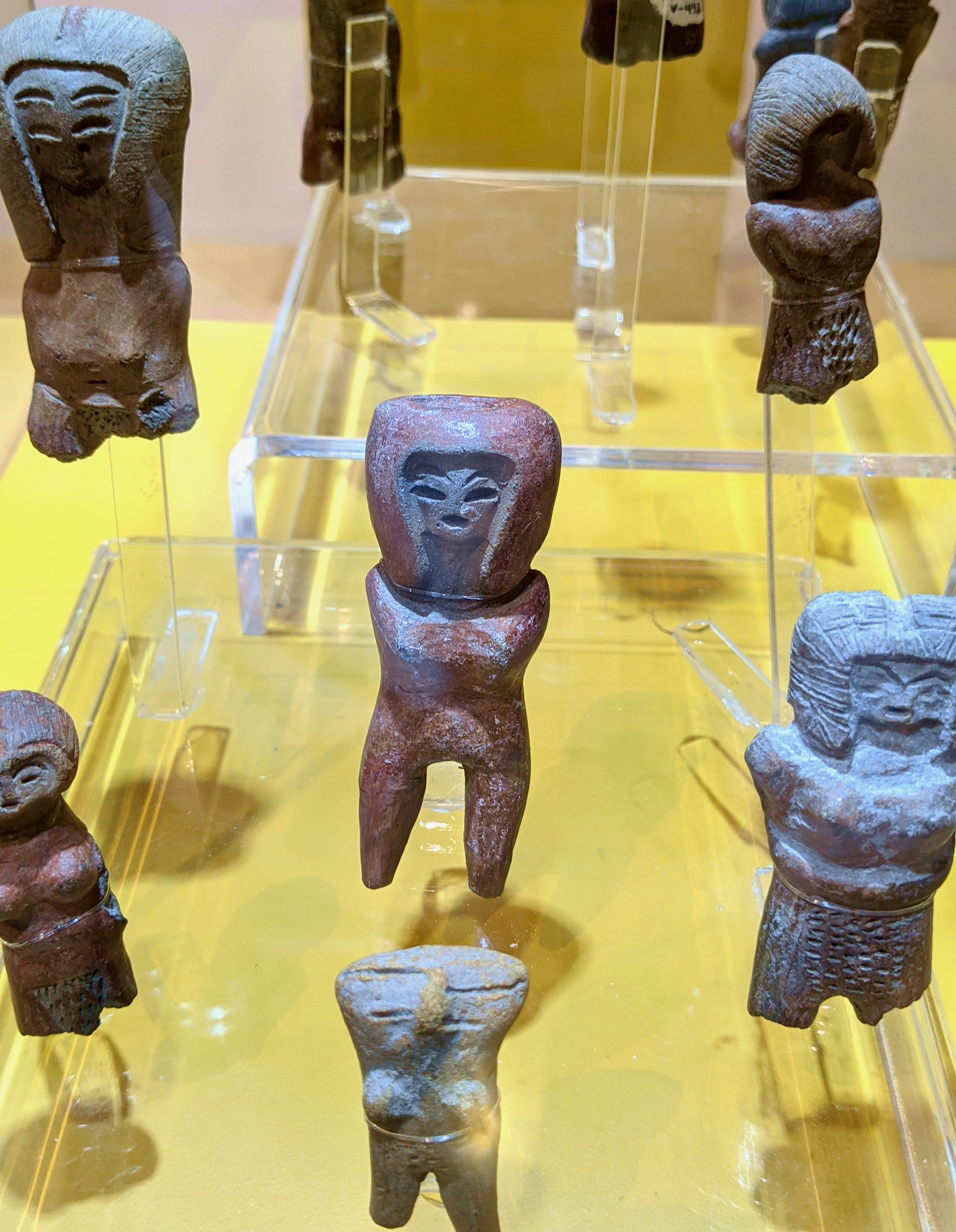
Figurines hermaphrodites provenant de la culture Valdivia.

Il existe des indices archéologiques et etnohistoriques qui suggèrent qu'avant la colonisation espagnole, les peuples indigènes qui vivaient sur les territoires qui actuellement forment l'Équateur envisageaient l'homosexualité comme quelque chose de naturel. On a retrouvé des céramiques de la culture Valdivia qui montraient ce type de relations parmi ses représentations érotiques et liées à la fertilité. Tout a changé avec l'arrivée des européens, qui ont imposé une vision négative de l'homosexualité basée sur les croyances religieuses catholiques.
L'archéologue María Fernanda Ugalde a en particulier signalé la présence de figurines de couples de femmes dans les cultures Tumaco-La Tolita et Bahia dans des positions utilisées traditionnellement pour représenter des couples mariés. Selon Ugalde, les études archéologiques traditionnelles ont ignoré ces figurines ou les ont décrites comme «des sœurs siamoises», bien qu'elles utilisaient les mêmes positions que celles des couples hétérosexuels, ce qui amène à penser qu'elles montraient des couples de femmes lesbiennes. Un des couples des figurines de la Culture Bahia montre même une des deux femmes portant un bébé.
Ugalde a aussi fait référence à des figurines de la Culture Tumaco-La Tolita qui montrent des personnes avec des vêtements masculins, mais qui possèdent aussi des caractéristiques physiques féminines marquées. L'archéologue Andrea Brezzi a expliqué l'existence de ces figurines en affirmant qu'elles avaient probablement été réalisées dans le même moule dans lequel se faisaient les figurines féminines pour gagner du temps.Et ce, alors que l'existence de moules spécifiques pour créer des figurines masculines invalide pour Ugalde cette théorie. Selon Ugalde, une autre explication pourrait être que les figurines représentent des personnes appartenant à un hypothétique troisième genre.  Le même Brezzi, en décrivant une figurine d'un homme jeune, a affirmé qu'il «possédait des caractères masculins et féminins en même temps».
Du côté des peuples indigènes amazoniens, on peut mentionner les shuar, pour qui l'acte d'être pénétré pendant le sexe anal n'était pas vu comme un synonyme de féminisation et dont la langue possède les mots «chiminiamnijikratin» (en français : personne qui féconde l'anus) et «chiminiamnijitiai» (en français : personne fécondée par l'anus). Parmi les traditions shuar, il existe en plus une légende sur un jaguar mâle qui est pénétré par un singe, qui lui propose de l'aider à nettoyer son anus avec un bâton après avoir déféqué, mais qui, en cachette remplace le bâton par son pénis, ce qui amène le jaguar à le mordre quand il se rend compte de la supercherie.

### Culture huancavilca

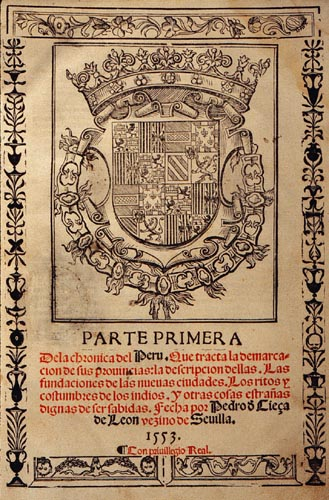
Cieza de León décrit les enchaquirados dans sa Chronique du Pérou.

Grâce aux informations rassemblées par les chroniqueurs hispaniques, on sait que l'homosexualité était pratiquée de forme beaucoup plus ouverte chez les huancavilcas que dans tous les autres peuples indigènes rencontrés par les envahisseurs espagnols au moment de la colonisation. Une chose qui se répète dans toutes ces chroniques est le contraste entre l'acceptation dont jouissaient ces relations au sein de la population huancavilca et le rejet exprimé par les chroniqueur au moment d'y faire référence. Un exemple se trouve dans les chroniques de Garcilaso de la Vega, qui a nommé les pratiques homosexuelles des huancavilcas comme un «vice», ou dans celles deGirolamo Benzoni, qui a parlé de ce peuple comme de «sales sodomites».
Un rôle central dans ces chroniques était donné aux hommes iidentifiés comme «enchaquirados», ce nom leur vient de leur utilisation des chaquiras des décorations ornementales de vêtements, ils formaient des espèces de harem d'hommes homosexuels et participaient à des cérémonies religieuses. Ils adoptaient aussi les vêtements féminins dès l'enfance. Pedro Cieza de León décrit les enchaquirados comme des hommes (il y en avait un ou plus par temple) qui accomplissaient le rôle de prêtres ou gardiens des divinités adorées par les huancavilcas et qu'avaient des relations homosexuelles avec les chefs des tribus pendant ses fêtes religieuses. Selon l'anthropologue Hugo Benavides, l'usage d'objets considérés extrêmement rares et précieux par les huancavilcas, comme l'or et les chaquiras, décorations de coquillages spondylus, indiquait le rang élevé que les enchaquirados avaient dans la hiérarchie sociale des tribus.
D'après Cieza de León, les huancavilcas furent durement punis par les capitaines Francisco Pacheco et Juan d'Olmos pour leur pratique de l'homosexualité.

## Période coloniale

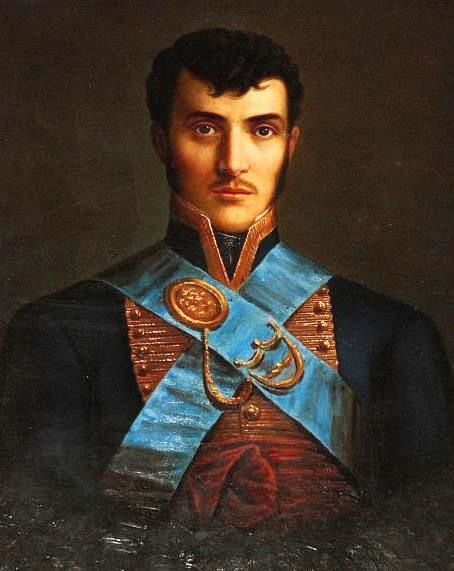
Portrait de Carlos de Montúfar.

Peu de cas publics d'homosexualité de la période coloniale en Équateur nous sont parvenus. Un des plus notoires est celui de Manuel Barros de San Millán, président de l'Audience royale de Quito de 1587 à 1593 et qui n'a jamais été marié. Le 3 juillet 1590, Andrés Cupín, un ancien esclave de Barros, en train d'être jugé pour sodomie à Lima, a déclaré que Barros était le premier homme avec lequel il y avait des eues relations sexuelles, des faits qui se seraient déroulés lorsqu'il se trouvait à son service à l'Audience de Charcas, située dans la ville de La Plata. Barros avait déjà été accusé de pratiquer le «vice italien» avant, aussi bien au Panama qu'à l'audience de Charcas, mais ces accusations avaient été jugées sans fondement.
À la suite des déclarations de Cupín, Barros fut arrêté et amené à Lima. Les rumeurs sur le procès se propagèrent bientôt à Quito, où Barros s'était fait de nombreux ennemis. Pendant le procès, diverses personnes de Quito se présentèrent en qualité de témoins et affirmèrent que Barros avait l'habitude de marcher main dans la main avec d'autres hommes et se montrait extrêmement affectueux avec eux. Le 11 octobre 1594, Andrés Cupín a été exécuté par garrote vil pour le crime de sodomie. Barros a été rapatrié en Espagne, où en 1597 il a été condamné à payer une amende de 7000 ducats et s'est vu interdire de retourner en Amérique.
Un autre cas qui a survécu jusqu'à nos jours est celui de l'aristocrate et indépendantiste de Quito Carlos de Montúfar, dont il est dit qu'il avait une relation amoureuse avec le géographe et baron allemand Alexander von Humboldt. Montúfar Et Humboldt se sont connus à Quito en 1802 pendant les voyages du géographe à travers l'Amérique. Après cette rencontre, Montúfar décida de l'accompagner pendant le reste de son voyage à travers le continent et ensuite il partit avec lui en Europe. Au total, Montúfar et Humboldt vécurent ensemble pendant trois ans, mais postérieurement Montúfar revint en Amérique pour participer aux guerres d'indépendance, alors que le physicien français Joseph Louis Gay-Lussac vint occuper dans la vie de Humboldt la place qu'avait eu Montúfar,.
La relation entre Montúfar et Humboldt provoqua l'indignation du botanique de Nouvelle Grenade Francisco José de Caldas, qui espérait rejoindre l'expédition d'Humboldt, mais qui a été rejeté par le scientifique allemand pour pouvoir accueillir Montúfar. Caldas déclara que l'indépendantiste lui avait « volé le cœur » d'Humboldt et, dans une lettre datée du 2 avril 1802 et dirigée au penseur et prêtre espagnol José Celestino Mutis, il affirma que lors de son passage à Quito l'allemand avait fréquenté « les maisons où règne l'amour impur », :

« ¡Qué diferente es la conducta que el señor barón ha llevado en Santafé y Popayán de la que lleva en Quito!(...) Entra el barón en esta Babilonia, contrae por su desgracia amistad con unos jóvenes obscenos disolutos, le arrastran a las casas donde reina el amor impuro, se apodera esta pasión vergonzosa de su corazón y ciega a este joven sabio hasta un punto que no se puede creer. »

(Comme est différente la conduite qu'eut le baron à Santafé et Popayan par rapport à celle qu'il a adopté à Quito! Entré dans cette Babylone, le baron a eu pour son malheur des accointances avec des jeunes obscènes et dissolus qui l'ont traîné dans ces maisons où règne l'amour impur. Cette passion honteuse a pris possession de son cœur et aveugle ce jeune sage à un degré qu'on ne peut imaginer.)

Le 21 juin de la même année Caldas écrivit à nouveau à Mutis, et dans cette lettre il fit référence à Montúfar comme étant l'« Adonis » de Humboldt, dans les termes suivants, :

« El señor barón de Humboldt partió de aquí el ocho del corriente con Mr. Bonpland y su Adonis, que no le estorba para viajar como Caldas (...) Yo le amo, pero he sentido este desaire, que no curará con nada este sabio. »

(Monsieur le baron Humbolt partit d'ici le huit de ce même mois accompagné de M. Bonpland et de son Adonis qui le gène moins dans son voyage que monsieur Caldas. Je le tiens en affection mais j'ai senti le camouflet du rejet que ce sage ne fera rien pour soigner.) 

### Procès pour sodomie à l'époque coloniale
Grâce aux registres des Archives Nationales d'Équateur, nous avons retrouvé divers cas de sodomie jugés par l'Audience royale de Quito entre 1589 et 1822. Le premier procès eut lieu à Loja en 1601 et impliqua un moine accusé de sodomie par trois femmes indigènes. Il se conclut par une sentence absolutoire. Le suivant eut lieu presque deux siècles plus tard, en 1779, et coïncida avec une augmentation considérable dans les jugements pour délits sexuels. Selon l'historienne Lucia Moscoso Cordero, cet augmentation des procès est le résultat des politiques de contrôle social lancées par les réformes des Bourbons. Pour un contrôle plus efficace, la couronne créa les métiers d'Alcalde des Quartiers de Quito en 1767 et divers délits avant jugés par l'Église Catholique passèrent aux mains des autorités coloniales,. C'est dans ce contexte qu'a eu lieu le cas de 1779, qui impliqua un homme résident à Guayaquil appelé Pascual Cárdenas accusé d'avoir de «perverses inclinations» et accusé de sodomie.
Durant la décennie de 1780 eurent lieu à Quito deux procès pour relations homosexuelles féminines. Le premier passa en 1782 et impliquait deux femmes appelées Rose Hidalgo et Andrea Monténégro Ayala, toutes deux taxées de «tortilleras» dans le registre correspondant. Selon l'accusation, Hidalgo avait abandonné son époux, Leonardo Salazar, pour vivre à San Roque dans une «amitié illicite» avec Monténégro, qui avait l'habitude de s'habiller en homme pour venir chercher Hidalgo. Après l'abandon des poursuites par Salazar il fut jugé qu'Hidalgo serait «livrée à son mari» et que Monténégro serait enfermée dans le Monastère de l'Immaculée Conception pendant un an, avec la menace d'être condamnée à mort en cas de récidive. Le deuxième cas eut lieu en 1787 impliquait deux couturières appelées Manuela Palis et Josefa Lara, accusées d'habiter en «concubinage prolongé (...) et de verser dans l'abominable délit de sodomie». Divers personnes se portèrent témoin de leur supposée relation. Une fois le jugement  conclut, Lara fut condamnée à deux ans de travail dans la Manufacture Royale de Tabacs, alors que Palis fut condamnée à deux ans de réclusion dans un hospice. À la fin de leurs deux ans de condamnations, toutes deux envoyèrent des lettres au président de l'Audience Royale de Quito dans lesquelles elles suppliaient d'être libérées, mais elles n'obtinrent jamais de réponse.
Un jugement pour homosexualité masculine eut lieu en 1788 et condamna trois hommes appelés Custodio Legendres, Justo Santana et Gregorio Rios. Selon l'accusation, Legendres vivait en «concubinat atroce» avec Santana et avait auparavant eu des relations similaires avec sept autres hommes, entre lesquels se trouvait Rios. Certains accusés avouèrent avoir été embrassés et caressés par Legendres, mais ont nièrent avoir eu des relations sexuelles avec lui, alors que Rios avoua s'être mutuellement masturbé avec Legendres. Après avoir ordonné la saisie de ses biens, le procureur condemna Legendres à trois ans de travail dans une manufacture de tabac à Guayaquil, à Rios à un an comme serviteur dans l'église et à Santana à une réclusion de six mois dans un hospice,.

## Période républicaine

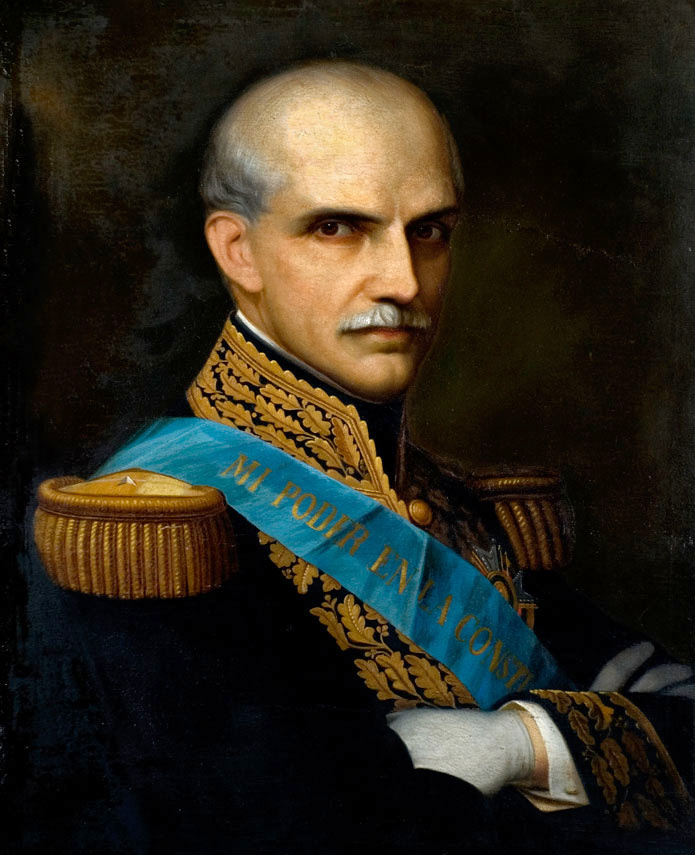
L'homosexualité en Équateur a été criminalisée pour la première fois en 1871, durant le gouvernement du président conservateur Gabriel García Moreno.

Le premier Code Pénal d'Équateur fut écrit en 1837 et ne contenait aucun interdiction des relations sexuelles entre personnes de même sexe. Tout ceci changea durant le gouvernement du président conservateur Gabriel García Moreno, qui en 1871 promulgua un nouveau Code Pénal qui pour la première fois dans le pays punissait l'homosexualité, spécifiquement la masculine (à laquelle on faisait référence avec le terme «sodomie»), d'une peine de quatre à huit ans de prison, dans l'article 401. Le premier paragraphe de cet article disait:

« En los casos de sodomía, los culpables serán condenados a penitenciaría de cuatro a ocho años cuando no intervenga violencia ni amenazas; de ocho a doce años cuando interviniere una de estas circunstancias, y con penitenciaría extraordinaria cuando la víctima fuese menor de edad. »

(Dans les cas de sodomie, les coupables seront écroués de quatre à huit ans de peines de prison s'il n'y a eu ni violence ni menace, de huit à douze si l'une de ces deux circonstances avait eu lieu, et à une peine extraordinaire si la victime était mineure.)
La Révolution libérale portée par Eloy Alfaro à la fin du XIXe siècle a donné lieu à une série de réformes légales laïques qui réduisirent le pouvoir de l'Église catholique et modernisèrent la société, entre ces réformes on peut noter la loi sur le mariage civil et le divorce et l'instauration de la liberté de culte. Cependant, le nouveau Code Pénal promulgué en 1906 par Alfaro garda l'article qui interdisait la sodomie, à présent au numéro 364.
Ce fut pendant les premières décennies du XXe siècle  qu'apparurent les premières représentations de l'homosexualité dans la littérature équatorienne. En 1926 l'écrivain de Loja Pablo Palacio publia la nouvelle «Un homme mort à coups de pieds», qui fut la première représentation de l'homosexualité masculine dans la littérature équatorienne. Quelques années plus tard, en 1930, Joaquín Galiciens Lara publia la nouvelle «En remontant le cours d'eau», où apparaît à son tour la première représentation littéraire d'homosexualité féminine.
En 1933, le psychanalyste et écrivain équatorien Humberto Salvador publia le livre Schéma sexuel, qui obtint un grand succès en Amérique latine, et dans lequel il prit position contre la criminalisation de l'homosexualité en Équateur, en se basant sur des arguments cliniques et scientifiques. Il y fit aussi référence à la contradiction inhérente d'une loi qui n'interdisait que l'homosexualité masculine (sodomie) et non la féminine. Il en conclut que peut-être les auteurs du Code Pénal ressentaient une attirance envers les personnes de même sexe et que «par là même, la répression, —en parlant en des termes freudiens—, prit un caractère d'une extrême violence». Il indiqua de plus: «Il a souvent été dit que ceux qui attaquent le plus durement une déviation sexuelle sont ceux qui la pratiquent ou l'aiment en secret. Il s'agit là d'une vérité psychologique évidente». Cette même année, Salvador publia le roman Camarade, dans lequel apparaissait un personnage lesbien et où il parlait des relations amoureuses entre des femmes, très répandues dans les collèges religieux du Quito de l'époque.
Le changement suivant dans la législation ayant trait à la diversité sexuelle eut lieu dans le Code Pénal de 1938, qui changea le mot «sodomie» par «homosexualisme» et élargit de cette manière le délit pour inclure les relations sexuelles lesbiennes. L'article a été ensuite déplacé au numéro 516 du Code Pénal. Le premier paragraphe de cet article (qui à l'origine était le numéro 491) disait,:

« En los casos de homosexualismo, que no constituyan violación, los dos correos, serán reprimidos con reclusión mayor de cuatro a ocho años. »

(Dans les cas d'homosexualisme sans viol, les deux codétenus seront condamnés à une peine de quatre à huit ans)
En général, l'homosexualité était un thème peu discuté dans l'Équateur de ces années-là. Pourtant, un fait-divers en 1963 mit le thème sur le devant de la scène pendant plusieurs mois. Le 17 décembre de cette année, durant une fête dans une maison située rue Santa María, dans le quartier La Mariscal de Quito, le poète et diplomate équatorien Francisco Granizo tira sur le jeune Wilfrido Villamar, avec qui selon divers témoins il aurait été en couple, à la suite d'une crise de jalousie produite par un triangle amoureux entre Granizo, Villamar et un autre homme qui se trouvait sur les lieu. Villamar mourut quelques minutes après l'arrivée de la police et l'arrestation des présents. Le fait-divers provoqua un scandale et fit fleurir les articles homophobes dans la presse durant les mois suivants. Le poète et journaliste Alejandro Carrión lui consacra divers articles dans le magazine La calle, dans lesquels il appelait à nettoyer la «pourriture homosexuelle», affirmant qu'être homosexuel était un crime pire que l'assassinat de Villamar et insinuant qu'il était dangereux de laisser des personnes homosexuelles dans le ministère de relations extérieures, puisque, selon lui, elles étaient plus propices à révéler des secrets d'État.
La police obligea les détenus, qualifiés d'«invertis sexuels» pendant l'enquête, à élaborer une liste d'à peu près quatre cent noms de personnes supposément homosexuelles. Ces noms furent publiés dans divers journaux de l'Équateur et Carrión a appela à les « expulser » du pays. À la suite de la publication de cette liste, beaucoup des mentionnés perdirent leur emploi, tandis que ceux qui possédaient assez d'argent abandonnèrent le pays. Granizo, qui était alors Chef du Département Diplomatique, Politique et des Relations Extérieures, résigna trois jours après les faits et se retira de forme définitive de la diplomatie. Étant donné que nombre des personnes mentionnées sur la liste travaillaient au Ministère des affaires étrangères de l'Équateur, une phrase populaire de l'époque qui disait «chaussettes blanches, pantalon obscur, diplomate pour sûr» se transforma en «chaussettes blanches, pantalon obscur, pédé pour sûr», en raison de l'impact du fait-divers.
À l'exception d'événements isolés comme le susmentionné, les décennies avant le Retour à la démocratie sont caractérisées par l'absence de visibilité de personnes appartenant à la diversité sexuelle en Équateur. Les seules fois que des personnes LGBT apparaissaient dans la presse il s'agissait de personnes trans dans la rubrique meurtres et fait-divers. Cette absence de visibilité était due à la criminalisation de l'homosexualité, mais aussi au grand poids du machisme qui existait en la société amenait les hommes à rejeter toute caractéristique supposément féminine. Un exemple de ce rejet fut le décret émis par le général Guillermo Rodríguez Lara durant la dictature (1972-1976), dans lequel il fit interdire la tradition des «veuves»car il considérait qu'il s'agissait d'un manquement à la morale. Ces «veuves» étaient des hommes qui se déguisaient avec des robes noires, des voiles et des perruques pendant la célébration du Nouvel an pour demander de l'argent pour les effigies de la fête connues comme les vieux ans. À cause du décret plusieurs hommes habillés en «veuves» furent arrêtés par la police.

## Retour à la démocratie
Durant la deuxième moitié des années 1970 la visibilité des personnes LGBT en Équateur augmenta et plusieurs d'entre elles commencèrent à organiser des réunions informelles,. Ceci résulte à la fois de l'explosion démographique des grandes villes dû à l'exode rural à la suite du boom du pétrole , mais aussi de l'impact d'événements internationaux comme les émeutes de Stonewall ou Mai 68 en France. Un des groupes précurseur connu comme les «Filles Bolivie» se composait de divers hommes gays qui avaient étudié à l'étranger et qui se réunissaient dans un garage situé rue de Bolivie, à Quito, cette initiative donnerait ensuite lieu à « El Hueco » (ou « Footloose »), la première boîte gay de la ville.
À cette époque, le Parc El Ejido était un des lieux les plus fréquentés pour avoir rencontres sexuelles informelles entre hommes gays à Quito, alors que la Place Foch, dans le secteur de La Mariscal, ou la rue Amazonas, étaient fréquentées par des femmes transgenre s'adonnant à la prostitution. À Guayaquil, les zones les plus concourues pour les rencontres entre personnes LGBT ou comme lieux de prostitution de femmes trans étaient l'Avenue Neuf Octobre et la Rue Primero de Mayo. Une autre façon de rencontrer quelqu'un consistait à visiter des cinémas pornographiques ou certains bars avec une arrière salle  pour le public homosexuel, mais aussi de passer une petite annonce en se disant à la recherche d'amitié entre hommes. En raison des préjugés sociaux de l'époque, ces rencontres informelles requéraient de passer par une série de codes non verbaux qui permettaient de savoir si un homme était gay et s'il était intéressé. Selon l'activiste Maribel Bastidas, une des stratégies des femmes lesbiennes à Quito pour rencontrer d'autres lesbiennes était à l'époque de s'inscrire dans des équipes féminines de foot.
L'augmentation de la visibilité LGBT à cette période fit augmenter les abus et les arrestations par les forces de l'ordre. Un des cas les plus médiatiques de violation des droits de l'homme contre des personnes LGBT arriva après la nomination en 1979 de Abdalá Bucaram, qui postérieurement deviendrait être président de la république, comme Intendant de Police de Guayas. Une de ses premières actions après sa nomination fut d'entamer une campagne d'humiliation publique contre toute personne qu'il trouvait moralement défaillante. Peu de temps après il réalisa une rafle policière à Guayaquil arrêtant des travailleuses du sexe, des hommes gays et des femmes trans. Il appela ensuite les citoyens à se rendre dans les rues et obligea les détenus à parcourir à pied la distance entre la Caserne Modèle et le Palais Municipal,pendant le trajet les citoyens présents insultèrent et jetèrent des objets sur les détenus. Penndant les années suivantes Bucaram continua à commettre des abus et annonça dans des déclarations publiques qu'il ne permettrait pas que «notre pays se convertisse en Sodome et Gomorrhe». En janvier de 1980 il interdit en plus à tout homme de porter les cheveux longs et entama des opérations pendant lesquelles les policiers coupaient les cheveu à tous ceux qui violaient l'interdiction.
Il y eut aussi des cas de censure des contenus LGBT, comme c'est arrivé avec la publication en 1982 de la nouvelle Angelote, amor mio, de l'écrivain équatorien Javier Vásconez, œuvre se déroulant durant la veillée funèbre d'un personnage homosexuel et dans laquelle il critique l'hypocrisie du Quito de l'époque à travers la désacralisation de symboles de la religion catholique. L'œuvre fit polémique et amena le Ministère de l'Éducation à interdire le livre dans les établissements scolaires,.
En août 1984 le premier cas de VIH/sida  fut détecté dans le pays, le même mois que l'arrivée au pouvoir du président conservateur Leon Febres-Cordero Ribadeneyra. La réponse du gouvernement sur la maladie, alors étroitement liée avec l'homosexualité dans l'imaginaire populaire, fut une publicité à la télévision particulièrement stigmatisante. Dans cette publicité, un garçon arrivait à une veillée funéraire, mais la mère du défunt le jetait dehors en disant «ne vous approchez pas, c'est à cause de vous, à cause de l'homosexualité que mon fils est mort». La campagne du gouvernement suggérait aussi à tort que toute personne homosexuelle était contaminée par le virus.

### Les escadrons Volants

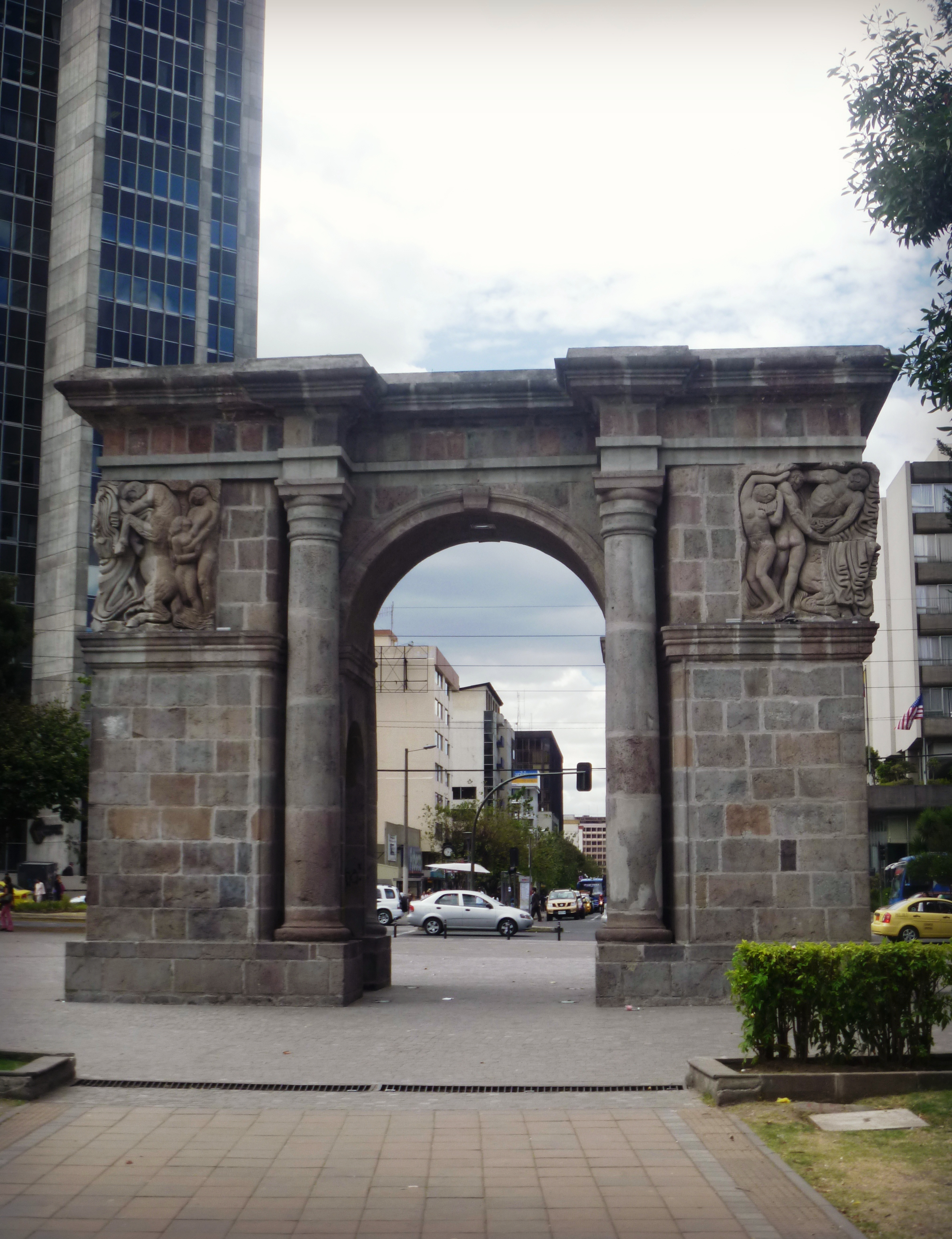
La police avait l'habitude de coincer les personnes LGBT à la porte de la Circasiana dans le Parc El Ejido.

Les abus policiers augmentèrent grandement durant le gouvernement de León Febres-Cordero Ribadeneyra (1984-1988). Le 23 mai 1985, Febres-Cordero créa les Esquadrons volants, un groupe de forces spéciales de la police qui commit des violations systématiques des droits de l'homme et des actes de torture avec la compliité du gouvernement. Entre les groupes pourchassés se trouvaient les travailleuses du sexe, les personnes appartenant à la communauté LGBT ou n'importe quel homme avec des caractéristiques perçues comme «féminines». L'activiste Gonzalo Abarca, qui a aidé à faire libérer diverses personnes arrêtées, a raconté des années plus tard que les femmes trans en particulier étaient frappées, violées et torturées. Dans son rapport présenté par la Commission Interaméricaine des droits de l'homme, Mabell García, une activiste trans survivante à ces torture, a raconté qu'elles étaient souvent amenées à la Caserne Modèle et obligées à «faire actes aberrants» parce qu'elles s'habillaient en femmes.
Selon les témoignages des activistes de l'époque, le gouvernement de Febres-Cordero instaura la peur chez les personnes LGBT, qui préféraient courir dès qu"ils voyaient approcher une voiture de police ou un esquadron volant, lesquels étaient nommés dans la communauté les «esquadrons violants» en raison des abus sexuels contre les femmes trans. Les lieux qui avaient été choisis par la population LGBT pour pouvoir se retrouver étaient devenu des lieus de persécution, comme le Parc El Ejido, où les esquadrons s'installaient dans l'avenue Tarqui et coinçaient à la porte de la Circasiana leurs victimes, dont les noms et photos étaient publiées dans les journaux le lundi suivant avec des titres comme «écroué parce que dépravé» ou «écroué parce que pédé». Certains détenus sont morts aux mains de la police, comme le jeune homosexuel dont le cadavre fut retrouvé le lendemain attaché à un arbre du parc avec plus de vingt blessures à l'arme blanche, ou cet autre dont le cadavre a été retrouvé dans la rivière Machángara, présentant des signes de torture. En 2015, une femme trans nommée Alondra fit le témoignage suivant sur les violations des droits de l'homme dont étaient coupables les esquadrons :

« Los escuadrones volantes nos metían en el camión y nos llevaban al Centro de Detención Provisional de Guayaquil. Allí ocurrían los atropellos más horribles que te puedas imaginar. Obligaban a las chicas travestis a servir sexualmente a los presos y a los policías, nos violaban, nos pegaban y si intentábamos reclamar nos amenazaban con dejarnos presas más tiempo. Muchas chicas trans aparecían muertas en la Perimetral con cortes, mutilaciones y nadie podía reclamar nada. »

(Les esquadrons volants nous mettaient dans le camion et nous amenaient au Centre de détention provisoire de Guayaquil. Là-bas on avait droit aux choses les plus horribles qu'on puisse imaginer. Ils obligeaient les filles travesties à servir sexuellement les prisonniers et les policiers, ils nous violaient, ils nous frappaient et si on essayaient de dire quelque chose, ils nous menaçaient de nous garder prisonnières plus longtemps. Beaucoup de filles trans étaient retrouvées mortes sur le périph, mutilées et coupées et personne ne pouvait dire quoi que ce soit.)
Les esquadrons volants furent éliminés par le président Rodrigo Borja en 1988. Mais même si la répression policière se réduisit après le gouvernement Febres-Cordero, elle resta présente.

### Naissance de l'activisme LGBT

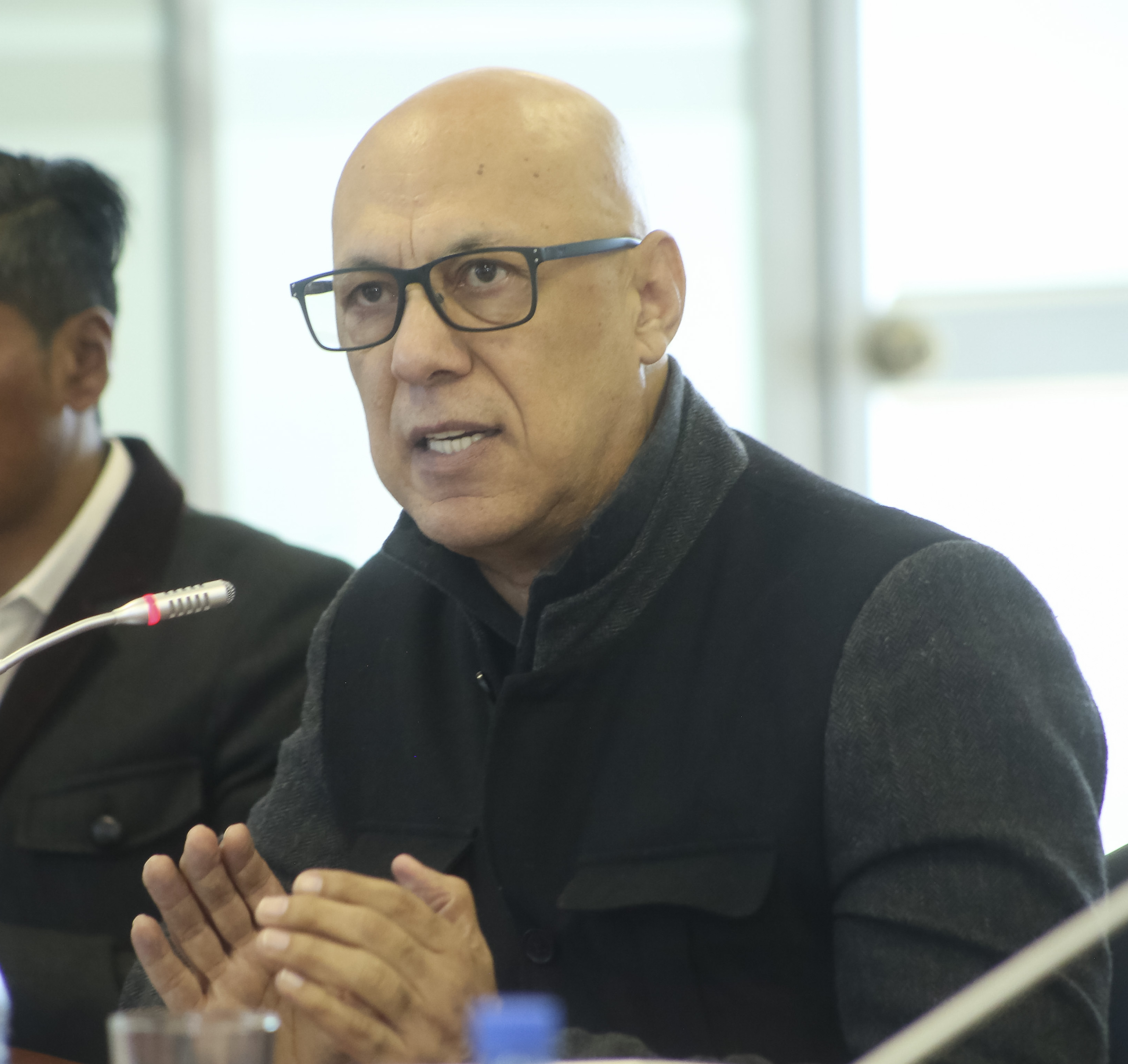
Orlando Montoya, une des figures emblématiques des débuts de l'activisme LGBT en Équateur.

Les abus commis par la police pendant le gouvernement de Febres-Cordero ont obligé les personnes LGBT à commencer à s'organiser pour réunir de l'argent et pouvoir payer les amendes pour libérer les proches arrêtés. Entre ces personnes se démarque Orlando Montoya, un styliste colombien qui, grâce à son travail, s'était fait connaître parmi l'élite de Quito et était devenu le styliste préféré de María Eugenia Cordovez, première dame de l'Équateur. Grâce à sa proximité avec Cordovez, Montoya obtint qu'elle intercède devant les autorités du Service d'Enquête Criminelle pour libéré diverses personnes LGBT arrêtées pendant des rafles policières. Un jalon fut aussi posé lors de l'apparition de Montoya en 1986 dans une interview pour Canal 4 pour dénoncer les crimes haineux contre les personnes LGBT et l'impunité de ces crimes. Il fut la première personne LGBT à apparaître à la télévision équatorienne pour dénoncer des cas d'homophobie.
Le 25 décembre 1986, le groupe d'environ dix personnes fédéré par Montoya et dans lequel on retrouvait aussi des membres des Filles Bolivie, forma le regroupement «Entre Amis», qui se réunissait pour discuter de cas de violences policières et des façons de venir en aide,, L'avancée de la pandémie du VIH/sida dans le pays amena le groupe a centrer ses efforts sur la prévention de la maladie et à devenir l'organisation SOGA (Société Gay), qui fut enregistrée en 1988 dans la ville de Portoviejo, Par l'intermédiaire des contacts de certains de ses membres, SOGA commença à communiquer avec des organisations LGBT étrangères comme l'Association Internationale de Gays et Lesbiennes (ILGA).
Le travail de SOGA et d'autres regroupements en lien avec le VIH à la fin des années 1990 a favorisé l'arrivée de fonds internationaux pour travailler sur la prévention ce qui renforça les organisations, et marqua la naissance de l'activisme LGBT dans le pays. SOGA commença alors un processus d'expansion et créa de nombreuses filiales dans d'autres villes du pays, parmi lesquelles on peut souligner SOGA Manabí, encore active en 2008. SOGA ouvrit aussi un bureau officiel et en 1989, créa la revue En Direct Bulletin Lesbien Gay, où étaient publiées des informations en lien avec la diversité sexuelle et la lutte pour les droits LGBT. Plus tard, SOGA devint la fondation FEDAEPS.

### Les années 1990
La persécution des personnes LGBT par la police continua pendant les années 1990. Des témoignages de femmes trans racontent comment elles étaient souvent attaquées au gaz lacrim ou pourchassées par des policiers à cheval et qu'une fois attrapées, elles étaient l'objet de moqueries et d'insultes constantes. Selon le témoignage de l'activiste Jorge Medranda, les femmes trans et les hommes homosexuels présentant des caractéristiques jugées «efféminées» recevaient le pire traitement pendant les rafles dans des bars et des boîtes et étaient souvent frappés et attrapés par les cheveux lorsqu'ils étaient arrêtés. Pendant ces descentes, une des stratégies utilisées par les personnes LGBT pour éviter l'arrestation était de changer de partenaire de danse entre hommes gays et femmes lesbiennes pour faire semblant d'être hétérosexuels. Lorsque les rafles étaient plus rapides et violentes, les femmes lesbiennes faisaient habituellement face à la police pour donner le temps aux hommes et aux femmes trans de pouvoir quitter les lieux.
Un exemple des violences policières qui se commettaient à cette époque a été recueilli dans un rapport présenté par la Commission Ecuménique des Droits de l'Homme en Équateur sur un cas arrivé en 1993 :

« Seis hombres gay fueron arrestados violentamente, por una unidad de la policía en el centro de Quito, a fines de 1993. Fueron conducidos al Regimiento de Quito No. 1, desnudados y colocados en agua helada y luego golpeados con garrotes y porras. Luego de obligarlos a inclinarse, fueron sodomizados con un palo. Cuatro oficiales de policía participaron en el asalto, uno de los cuales les dijo a las víctimas que después del castigo "serían hombres nuevamente". »

(Six hommes gays furent arrêté avec violence par une unité de la police dans le centre de Quito à la fin de l'année 1993. Ils furent amenés au Régiment de Quito numéro 1, furent déshabillés, plongés dans de l'eau gelée et ensuite frappés à coups de matraques et de bâtons. Ensuite on les obligea à se pencher et ils furent sodomisés avec ub bâton. Quatre officiers de police participèrent à cette agression, l'un d'eux a dit alors aux victimes qu'après ça ils "seraient à nouveau des hommes".)
Outre la répression policière, il y eut pendant ces années plusieurs cas d'attaques homophobes d'une extrême violence contre les personnes LGBT. L'une d'elle fut le fait de Juan Fernando Hermopsa, aussi connu sous le nom de l'«Enfant de la terreur», un assassin en série qui a tué au moins dix hommes homosexuels à la fin de l'année 1991 et a provoqué la panique chez la population LGBT de Quito. Il y eut aussi le cas d'un architecte de Quito qui avec ses amis a assassiné au moins à 15 personnes LGBT, qu'ils prenaient en otage ou sur lesquelles ils tiraient depuis une voiture.[64] L'homophobie de l'époque a été reflétée dans la production littéraire du pays, comme dans la nouvelle «Es viernes para siempre, Marilín» (1997), de Huilo Ruales, où un personnage travesti est assassiné par sa propre mère,.
FEDAEPS, qui bénéficiait alors d'aides du gouvernement des Pays-Bas, avait renforcé ses liens avec des organisations étrangères et commença alors à déposer des plaintes dénonçant les attaques contre les personnes de la diversité sexuelle.[66] Le 7 novembre 1994,[67] FEDAEPS profita de la présence dans le pays d'une délégation de la Commission Interaméricaine de Droits de l'Homme (CIDH) et leur présenta un rapport avec toutes les données recueillies sur les cas de violences policières.[66] La CIDH prit acte de la plainte et exhorta l'Équateur à respecter les traités internationaux quant au respect et protection des personnes aux sexualités différentes, mais le pays a ignoré la demande.[68] Le Comité Intereclésiastique des Droits de l'Homme en Amérique Latine (ICCHRLA), de son côté, a publié en 1996 un rapport qui signalait que, bien que la loi qui criminalisait l'homosexualité en Équateur n'était pas habituellement utilisée pour obtenir des condamnations, la police faisait usage de celle-ci pour persécuter, intimider et extorsionner les personnes LGBT.[69]
Forte de ces expériences, en particulier celle de la CIDH, FEDAEPS commença alors à diriger ses efforts vers l'importance d'obtenir la dépénalisation de l'homosexualité dans le pays.[66] D'une grande aide pour ce faire furent les contacts avec l'ILGA, qui pendant la conférence mondiale de 1995, du 18 au 25 juin à Rio de Janeiro, appela à mener des campagnes pour dépénaliser l'homosexualité en Équateur, au Chili et au Nicaragua.[66] Le 15 août de la même année apparut la Fondation Amis pour la Vie (Famivida), première organisation LGBT de Guayaquil et qui rejoignit la FEDAEPS pour travailler ensemble en faveur des droits des personnes LGBT dans le pays,,.
Pendant la deuxième moitié des années 1990 la presse a commencé à relayer les dénonciations de répression à l'encontre de la communauté LGBT, ce qui a permis au reste de la société de se rendre compte du niveau de violence commis par la police.

## Dépénalisatión de l'homosexualité
En 1997, de nombreux mouvements sociaux de protestations agitaient l'Équateur. Un environnement propice pour obtenir la dépénalisation de l'homosexualité dans le pays. Cette époque fut marquée par des manifestations d'étudiants, de collectifs féministes, de groupes indigènes et autres acteurs sociaux qui réclamaient justice pour les violations des droits de l'homme et tortures commises par la police pendant le gouvernement de León Febres-Cordero Ribadeneyra, parmi lesquelles se trouvait la disparition des frères Restrepo. De plus, en février de la même année le pays avait vécu une vague de manifestations qui amenèrent à la destitution du président Abdalá Bucaram.[72]
Après de l'arrivée au pouvoir de Fabián Alarcón comme président intérimaire, les organisations LGBT étrangères alliées à FEDAEPS commencèrent à faire des manifestations devant les forums internationaux auxquels assistait le président Alarcón pour lui exiger la dépénalisation de l'homosexualité. En parallèle, les membres de FEDAEPS commencèrent à faire du lobbying au Congrès pour chercher à éliminer la criminalisation de l'homosexualité.[73] C'est dans ce contexte, qu'a lieu à Cuenca la rafle policière du bar Abanicos, qui est actuellement vue comme le catalyste du processus de dépénalisation de l'homosexualité et qui a provoqué pour la première fois dans l'histoire du pays une union des divers groupes de personnes appartenant à la diversité sexuelle.[74]

### La rafle du bar Abanicos
La nuit du 14 juin 1997, des membres de la police nationale organisa une violente rafle dans le bar Abanicos, un populaire établissement LGBT situé dans les rues Vargas Machuca et Juan Jaramillo de la ville de Cuenca et dans lequel se réalisait l'élection de la première reine gay de la ville. Quatre candidats, avaient participé parmi lesquels Patricio Cuéllar, connu aussi comme «Briggitte», qui fut nommé gagnant. À ce moment la police fit irruption dans le bar menés par l'intendant Diego Crespo, commença à arrêter les personnes présentes. Cuéllar fut arrêté et emmené par les gendarmes, qui l'empêchèrent d'enlever sa robe et son écharpe de reine pendant les trois jours que dura son arrestation,,. Il y a encore des désaccords sur le nombre de détenus. Selon la Commission Internationale Gay et Lesbienne des Droits de l'Homme il y eut 14 personnes arrêtées, alors que l'intendant de police et au Patricio lui-même dirent qu'il y en avait eu 63,.
En arrivant au centre de détention préventive de la ville, les détenus furent enfermés avec le reste des prisonniers dans des conditions de surpopulation. Cuéllar et d'autres détenus furent à plusieurs reprises violé par divers prisonniers. Au lieu de les secourir, les policiers qui assistaient à la scène ont opté pour vendre des préservatifs aux prisonniers au prix 5000 sucres l'unité. Au milieu des attaques un des détenus eut une attaque épiléptique, mais lorsque les détenus demandèrent de l'aide, un des policiers répondit: «laissez-le qu'il meure, un pédé de moins, c'est beaucoup mieux». Les détenus ont en plus subi des tortures de la part de plusieurs policiers, qui les sortaient des cellules pour les frapper, leur cracher dessus, les humilier, plonger leurs têtes dans les toilettes et leur faire subir des décharges électriques,. Dans les jours suivants, la presse locale commença à communiquer sur la rafle avec des titres discriminatoires, comme «La police ferme un antre d'homosexuels» ou «Emprisonnés après une fête sodomite».[80]

### Campagne pour la dépénalisation
Les événements du bar Abanicos firent le tour de la presse nationale. Patricio Cuéllar un autre détenu nommé Jaime Terreros décidèrent de porter plainte contre l'intendant de police de Cuenca pour les violences subies, la plainte devint l'étendard de la lutte contre la criminalisation de l'homosexualité par les divers associations de personnes LGBT du pays. Les organisations qui s'unirent furent: FEDAEPS, Association Coccinelle, Fondation Amis pour la Vie (Famivida) et le groupe Tolérance. Ces groupes s'associèrent dans ce qui devint le premier mouvement national LGBT de l'Équateur, sous le nom de Triangle Andin, ce fut le mouvement qui porta le processus pour remporter la dépénalisation de l'homosexualité. Après les premières discussions, les organisations décidèrent que la meilleure stratégie était de déposer une plainte pour inconstitutionnalité contre l'article 516 du Code Pénal,[82] plainte pour laquelle il était nécessaire de recueillir mille signatures de soutien.[83]
Pour obtenir les signatures nécessaires, pour la première fois dans l'histoire de l'Équateur, les personnes LGBT s'emparèrent des rues et des espaces publics. Étant donné que beaucoup d'hommes gays et femmes lesbiennes n'étaient pas out et craignaient d'être reconnus s'ils signaient, la plupart des soutiens vint des personnes hétérosexuelles.[84] L'Association Coccinelle passa au premier plan pendant ce processus de pétition et le 27 août de la même année organisa la première marche des femmes trans,[82][85] hommes gays et défenseurs des droits de l'homme. Marche qui parcourut les rues de Quito et rejoignit à la Plaza Grande, les groupes qui demandaient une recherche des personnes disparues par le gouvernement et firent passer parmi eux la pétition pour la dépénalisation. Cette manifestation a été la première marche de personnes appartenant à la diversité sexuelle dans l'histoire du pays.[82][86] Le 17 septembre à Guayaquil eut lieu à son tour la première manifestation publique de personnes LGBT de l'histoire, dans le cadre de l'obtention des signatures pour la dépénalisation.[88][89]
Les demandes de dépénalisation furent soutenues par diverses figures publiques influentes et certains secteurs progressistes de la presse locale.[90] Un des soutiens les plus importants fut celui de Luis Alberto Luna Tobar, évêque de Cuenca, qui qualifia d'inhumaine la criminalisation de l'homosexualité aussi bien à la télévision que dans la presse. Une autre figure publique qui apporta son soutien à la dépénalisation fut le gouverneur d"Azuay, Felipe Vega de la Cuadra. De plus, grâce à une campagne internationale par des d'organisations des droits de l'homme, entre lesquelles figurait la ILGA, une grande quantité de lettres d'organisations internationales arrivèrent dans le pays adressées au Tribunal Constitutionnel et sollicitant la dépénalisation de l'homosexualité.[91][92]
La campagne de pétition eut pour conséquence de nouveaux actes de violence contre les personnes LGBT. On compte entre les victimes un activiste qui a participé à la demande de signatures et a été trouvé mort, les mains attachées au début du mois de septembre,[92] ainsi que seize femmes trans retrouvées assassinées pendant ces mois de campagne.[93] Le harcèlement policier contre les activistes, était aussi constant.[92][94]

### Plainte pour inconstitutionnalité
Le 24 septembre 1997 la plainte pour inconstitutionnalité de l'article 516 fut présentée, et enregistrée sous le numéro de Cas 111-97-TC [91] au Tribunal Constitutionnel y était jointes 1400 signatures de soutien (400 plus que celles requises).[83] Le document a été présenté par Cristian Polo Loayza (qui a écrit le texte de la plainte), Jimmy Wider Coronado Tello, Silvia Haro Proaño, José Urriola Pérez et Gonzalo Abarca, à qui s'ajouta Ernesto López, ancien president du Tribunal.[91] Selon la juriste Judith Salgado, les arguments avancés dans la plainte pour inconstitutionnalité peuvent se résumer en trois points :
1. L'homosexualité n'est pas un délit ni une maladie
2. La criminalisation de l'homosexualité est contraire aux droits constitutionnels
3. Les droits sexuels sont des droits humains

Une fois les démarches de la plainte approuvées, le Tribunal Constitutionnel fit parvenir une série de courriers au président Fabián Alarcón et à d'autres autorités pour recueillir leur point de vue sur l'affaire. José Mario Ruiz Navas, président de la Conférence Épiscopale Équatorienne, et l'évêque Luis Alberto Luna Tobar reçurent aussi le courrier.[74] Dans sa réponse, le président Alarcón  confirma que la dépénalisation de l'homosexualité devait se faire parce que l'article en question n'était pas appliqué dans la pratique, mais qu'il n'était pas pour autant inconstitutionnel. De plus il ajouta que la dépénalisation était du ressort du Parlement et non du Tribunal Constitutionnel. La Conférence Épiscopale Équatorienne, de son côté, s'est montrée favorable à retirer le premier paragraphe de l'article pour «une meilleure application des principes de tolérance démocratique et de respect de l'intimité des personnes».
Le 25 novembre 1997, le Tribunal Constitutionnel rendit son avis unanime sur le cas. Ainsi il a déclaré inconstitutionnel le premier paragraphe de l'article 516 du Code Pénal et l'homosexualité en Équateur fut dépénalisée. La décision fut publiée dans le Registre Officiel deux jours après,,. Bien qu'il ait donné raison aux plaignants, le Tribunal a inclus un discours homophobe dans l'avis en qualifiant l'homosexualité de «dysfonction» et «conduite anormale» et dictant que pour «la protection de la famille et des mineurs» ils exigeaient que ce ne soit «pas une conduite socialement recommandable».[100][101] Cependant, les organisations LGBT considérèrent cet avis comme une grande victoire.[102] Après l'annonce du verdict, les activistes LGBT commencèrent une marche de célébration à Quito qui parcourut l'avenue 10 août et termina à la Place de l'Indépendance.

### Constitution de 1998
En décembre de 1997 commença le travail des membres de l'Assemblée constituante de l'Équateur de 1997 et 1998 qui avait pour but d'écrire une nouvelle Constitution de la république. Aux côtés d'autres mouvements sociaux, des membres de la communauté LGBT appartenant à des organisations comme Triángulo Andino et FEDAEPS ont présenté diverses propositions, entre lesquelles se trouvait l'inclusion de l'orientation sexuelle dans les catégories protégées contre la discrimination dans la nouvelle constitution. Bien que quelques membres de l'assemblée ont pensé que la sexualité était un thème privé et qui ne devait pas apparaître dans la constitution, grâce au soutien des députés Nina Pacari, Gustavo Vega, Enrique Ayala Retard, Patricia Naveda et Gloire Gallardo, cette proposition a été étudiée dans une commission de l'Assemblée. L'interdiction de la discrimination pour l'orientation sexuelle a enfin été incluse dans le numéro 3 de l'article 23 de la Constitution, qui fut approuvé par la session plénière de l'Assemblée constituante sans aucune observation. Ce numéro indiquait :

« La igualdad ante la ley. Todas las personas serán consideradas iguales y gozarán de los mismos derechos, libertades y oportunidades, sin discriminación en razón de nacimiento, edad, sexo, etnia, color, origen social, idioma; religión, filiación política, posición económica, orientación sexual; estado de salud, discapacidad, o diferencia de cualquier otra índole. »

(L'égalité face à la loi. Toutes les personnes sont considérées égales et jouissent des mêmes droits, libertés et opportunités sans discrimination en raison de leur naissance, âge, sexe, ethnie, couleur, origine sociale, langue, religion, affiliation politique, position économique, orientation sexuelle, état de santé, handicap, ou différence de tout autre type.)
Une proposition qui a fut en effet refusée fut celle qui reconnaissait les  «différents types de famille». Le député de droite Ricardo Noboa attaqua la proposition en disant qu'il ne connaissait «pas d'autre type de famille que le mariage entre un homme et une femme» et que la proposition ferait la promotion de la formation de familles de personnes du même sexe et il ainsi amènerait à la «dégradation de la famille». Alfredo Vera, député de la Gauche Démocratique, qualifia les couples de même sexe d'«anormaux», tandis que son collègue Cornelio Haro proposa d'ajouter une clause qui indiquait que les différents type de familles dont il était question devaient se baser sur les «bonnes mœurs». Au final aucune de ces propositions ne fut adopté.
Il est intéressant de noter que, sur le mariage, le texte constitutionnel déclarait qu'«il se base sur le libre consentement des participants», ce qui ne créé aucune interdiction au mariage entre personnes du même sexe. Ce fait est dû au fait qu'aucune des organisations LGBT qui participaient ne demandait ce droit et, donc les députés conservateurs n'ont pas senti la moindre menace sur leur idée du mariage.
Avec l'entrée en vigueur de la Constitution de 1998, l'Équateur devint l'un des premiers pays du monde à interdire la discrimination contre les personnes LGBT dans sa Constitution.

## XXIesiècle
Les progrès légaux obtenus pendant les dernières années du XXe siècle  ont provoqué un changement notable de la perception des personnes LGBT en Équateur, avec une évolution importante de leur représentation dans la presse écrite, la télévision et les milieux culturels. Des productions étrangères qui obtinrent un grand succès dans le pays, influencèrent aussi les choses. Ce fut le cas de films comme Ma vie en rose (1997) ou Tout sur ma mère (1999), le deuxième fut le film qui fut le plus d'entrées à Quito en 2000. Le nouveau millénaire amena aussi avec lui les premières pages web dirigées exclusivement à un public LGBT national, comme la page Quitogay.net, créée au début des années 2000 et qui en peu de temps devint très populaire.[107] Les première personnalités publiques à fare leur coming out le firent aussi dans ces années-là, comme le journaliste Óscar Ugarte, ou Juan Sebastián López, qui pendant sa participation en 2005 au reality show Big Brother du Pacifique (qu'il remporta) révéla son homosexualité et donna le premier baiser entre personnes du même sexe de l'histoire de la télévision équatorienne,. Grâce à cela, López devint très populaire dans la communauté LGBT locale participa à de nombreuses interviews dans lesquelles il continua à parler de façon ouverte de son orientation sexuelle.
Cependant, malgré la meilleure représentation et les réussites légales de la fin du siècle précédent, il continua à y avoir des violences et abus contre les personnes LGBT durant les premières années du XXIe siècle. Un cas rapporté par Amnistie Internationale évoque un incident le 28 juin 2000, lorsque près 300 personnes, organisées par la fondation Famivida, essayèrent pour la première fois de défiler dans une  marche des fiertés à Guayaquil. Ils furent dispersés par un groupe de 60 policiers qui leur jetèrent du gaz lacrimo. Les autorités conservatrices, en particulier à Guayaquil, ville où gouvernait la droite, utilisèrent la stratégie de prétendre prévenir des menaces à la «morale publique» pour refuser l'accès à des espaces publics aux personnes LGBT. Ainsi ils passèrent des règles qui indiquaient que les endroits touristiques avaient « un droit d'admission » et qu'il était interdit d'y porter des vêtements qui « attentent au décorum et aux bonnes mœurs ».
En avril 2003, la fondation Famivida révéla que le directeur de surveillance de la commune de Guayaquil avait envoyé une lettre au maire de la ville, Jaime Nebot, dans laquelle il lui demandait d'approuver une « interdiction pour les gays et homosexuels de passer par les nouveaux endroits(...), parce qu'ils offensaient la pudeur avec des gestes ou mots indécents et qu'ils sortaient habillés de manière contraire aux bonnes mœurs sur la voie publique ». Mit face à son texte, le directeur a répondu que sa lettre ne concernait que ceux qui se consacraient à la prostitution. À la suite de ces révélations, le journaliste Carlos Vera a demandé au maire Nebot s'il ignorait que l'homosexualité avait été dépénalisée, ce à quoi le maire répondit : « pour moi l'homosexualité est dépénalisée chez soi, mais pas dans le centre ville ».
D'autre part, l'augmentation de la visibilité a fait apparaître à l'écran des personnages LGBT dans les telenovelas, sitcoms et talk-shows. Pourtant, cette représentation a été critiquée par les activistes qui ont dénoncé que ça perpétuait les stéréotypes et ridiculisait les personnages LGBT, représentés comme excessivement efféminés et objets de blagues. Cette tendance a commencé avec le programme Mis adorables entenados con billete (1998), qui fut alors le premier de la télévision équatorienne à inclure un personnage homosexuel, bien que bourré de stéréotypes. Le problème s'est accentué les années suivantes avec des programmes populaires comme Vivos (2001).
Dans autres milieux, les collectifs LGBT ont remporté des avancées majeures. Le président Gustavo Noboa a implémenté pendant son gouvernement (2000-2003) le Plan National des Droits de l'Homme, qui reconnut pour la première fois les populations LGBT comme des acteurs sociaux. Pendant ce temps à Quito diverses organisations ont commencé à travailler pour avoir plus d'influence au niveau local et garantir la non discrimination des personnes LGBT. Ces actions ont porté leurs fruits en décembre de 2007, lorsque le conseil métropolitain de la ville a approuvé l'ordonnance 240 à l'encontre de la discrimination des personnes appartenant à la diversité sexuelle, promue par l'adjointe au maire Margarita Carranco, ce qui a fait de Quito la première ville du pays à approuver une réglementation en faveur des populations LGBT,.
En juillet 2004, un ensemble de quatorze organisations sociales qui soutenaient la diversité sexuelle (entre elles FEDAEPS et la ECUARUNARI) ont présenté au Congrès National par l'intermédiaire des députés Ricardo Ulcuango (Pachakutik) et Andrés Páez (Gauche Démocratique) un projet de Loi Antidiscrimination, ainsi qu'un ensemble de réformes du Code Pénal permettant de classer en délit de haine les délits en relation avec le genre, l'orientation sexuelle et l'identité de genre,,. Le projet avait été élaboré par l'activiste Elizabeth Vásquez et le spécialiste de droit constitutionnel Ramiro Ávila Santamaría. Pourtant, la chute du président Lucio Gutiérrez en avril de 2005 a généré une instabilité politique qui a fait que le projet n'a jamais été approuvé.
Dans autres secteurs, la visibilité des populations LGBT continua à augmenter. Le 23 janvier 2003 commença sur Radio La Luna le programme Voix de la diversité, le premier programme de radio LGBT de l'histoire du pays. Il y eut aussi des progrès dans de le milieu littéraire. En 2005 fut publié le roman Sauf le calvaire, de l'écrivaine de Quito Lucrecia Maldonado, qui fut un des premiers romans en Équateur à présenter la relation d'un couple du même sexe de forme positive et qui gagna le Prix Aurelio Espinosa Pólit, attribué par l'Université Pontificale Catholique de l'Équateur,. La même annnée fut publié S fatals, de Sonia Manzano, le premier roman lesbien écrit par une équatorienne. Du côté du septième art, en 2002 eut lieu la première édition du Festival International de Cinéma LGBT Le Lieu Sans des Limites, créé avec le but d'ouvrir de nouveaux espaces aux personnes LGBT équatorienness. C'est aussi alors qu'apparurent les premiers films centrés ouvertement sur des personnages LGBT, comme le film Détache-moi, réalisé par Christian Sources et sorti en 2006.
Pour la population trans, les changements furent bien plus lents. À cette époque il était habituel que les femmes trans se retrouvent arrêtées par la police parce qu'elles n'avaient pas avec elles leurs cartes d'identité. Cette situation se devait au fait que beaucoup préféraient ne pas la porter sur elles puisque l'État civil se refusait non seulement d'enregistrer le changement vers des noms féminins, mais leur faisait subir un traitement discriminatoires les obligeant sur la photographie de la carte à se démaquiller, s'attacher les cheveux et s'habiller avec des vêtement masculins. En 2007, une femme trans appelée Gabriela Salazar essaya à plusieurs occasions de faire enregistrer son nom féminin, mais l'État civil ne le lui permit pas. Après avoir obtenu une réponse négative par écrit, elle a engagé une plainte et obtenu que le bureau actualise son dossier avec une section intitulée «Identité Transgenre »,[ ce qui a établit un processus pour enregistrer le nouveau nom et maintenir l'identité de genre sur la photo, ce que marqua un changement notable,,.

### Constitution de 2008
En novembre 2007 commence une nouvelle assemblée constituante pour écrire une nouvelle constitution pour l'Équateur. Étant donné qu'Allianza PAIS, le parti du président Rafael Correa, avait obtenu la majorité absolue aux élections constituantes et que Correa avait annoncé qu'il œuvrerait pour la création d'une constitution de gauche qu'élargisse les droits et revendications sociales, différentes collectifs LGBT y ont vu une occasion de présenter des propositions en faveur de la communauté. Quelques organisations ont agi de forme indépendante tandis que d'autres se sont unies aux collectifs féministes pour présenter des propositions ensemble, entre lesquelles se trouvait la dépénalisation de l'avortement, l'union de fait pour couples du même genree et la reconnaissance des différents types de famille. Les élections constituantes ont aussi vu la première participation de personnes ouvertement LGBT comme candidates à des postes électifs, comme les activistes Óscar Ugarte, Any Argudo et Mabell García, bien qu'aucun n'ai fini élu,.
L'ouverture offerte par le gouvernement a permis la participation des collectifs LGBT dans le processus d'élaboration de la constitution.  Cependant la discussion sur la légalisation des unions de fait pour des couples du même sexe a engendré des refus chez les groupes conservateurs, qui ont organisé des manifestations dans des diverses villes contre cette proposition,,. Des figures politiques et religieuses, parmi lesquelles l'archevêque de Guayaquil, Antonio Arregui, se sont prononcés publiquement contre la légalisation du mariage homosexuel dans la constitution. Ceà quoi les activistes LGBT ont répondu que la proposition qui était discutée ne portait pas sur le mariage, mais l'union de fait, bien que des députés comme Rosana Alvarado aient dit que le texte constitutionnel devrait aller plus loin et légaliser le mariage entre personnes du même sexe.
La présence des activistes LGBT Irene León et Elizabeth Vásquez comme consultantes des députés Alberto Acosta Espinosa et Tania Hermida fut d'une grande importance. Parmi les autres activistes ayant participé au processus d'écriture de la constitution on peut citer Sandra Álvarez et Thalía Álvarez. Vázquez, en particulier, a réussi à inscrire plusieurs articles qui établissaient des droits particulièrement pertinents pour les personnes LGBT. Droits qui étaient regroupés dans l'intention de la nouvelle Constitution de permettre l'interculturalité, comme le droit à «choisir son nom» et à la «liberté esthétique». Droits qui étaient pensés comme des réponses aux difficultés qu'avaient beaucoup de personnes avec des noms en langue indigène pour faire enregistrer leurs noms et pour exprimer leur identité culturelle, mais que Vázquez a promu en sachant qu'ils garantiraient aussi les droits des personnes trans. Il est important de noter aussi le soutien des membres du mouvement Rupture des 25, alliés des mouvements LGBT, et des députés féministes.
Finalement la constitution approuva la légalisation des unions de fait pour couples du même genre dans son article 68, donnant à ces unions tous les droits conférés par le mariage hormis l'adoption conjointe ce qui fut considéré comme un grand progrès pour les collectifs LGBT qui avaient porté cette proposition,. L'article en question signale :

« La unión estable y monogámica entre dos personas libres de vínculo matrimonial que formen un hogar de hecho, por el lapso y bajo las condiciones y circunstancias que señale la ley, generará los mismos derechos y obligaciones que tienen las familias constituidas mediante matrimonio. La adopción corresponderá sólo a parejas de distinto sexo. »

(L'union stable et monogame entre deux personnes libres des liens matrimoniaux qui formeraient un foyer de fait dans les conditions et termes signalés par la loi, se verra attribuer les mêmes droits et obligations qu'ont les familles reposant sur une telle union. L'adoption cependant ne sera offerte qu'aux couples de sexe distinct.)
Les autres avancées obtenues dans la constitution furent la reconnaissance explicite des «familles dans leurs divers types» dans l'article 67 (bien que ce même article limite le mariage à des unions hétérosexuelles) ; ainsi que le numéro 9 de l'article 66, qui garantit à toute personne: « Le droit de prendre des décisions libres, informées, volontaires et responsables sur sa sexualité, sa vie et son orientation sexuelle ». Il faut aussi souligner l'inclusion de l'identité de genre et la réaffirmation de l'orientation sexuelle comme des catégories protégées contre la discrimination, dans le numéro 2 de l'article 11, qui dit que ,, :

« Nadie podrá ser discriminado por razones de etnia, lugar de nacimiento, edad, sexo, identidad de género, identidad cultural, estado civil, idioma, religión, ideología, filiación política, pasado judicial, condición socio-económica, condición migratoria, orientación sexual, estado de salud, portar VIH, discapacidad, diferencia física; ni por cualquier otra distinción, personal o colectiva, temporal o permanente, que tenga por objeto o resultado menoscabar o anular el reconocimiento, goce o ejercicio de los derechos. »

(Personne ne pourra être discriminé pour des raisons d'ethnie, de lieu de naissance, d'âge, de sexe, d'identité de genre, d'identité culturelle, d'état civil, de langue, de religion, d'idéologie, de filiation politique, de passé judiciaire, de séropositivité, de handicap, de différence physique, ni pour aucune autre différence personnelle ou collective, temporaire ou permanante qui amènerait à réduire ou annuler la reconnaissance, la jouissance ou l'exercice de ses droits.)

### Progrès après la Constitution de 2008

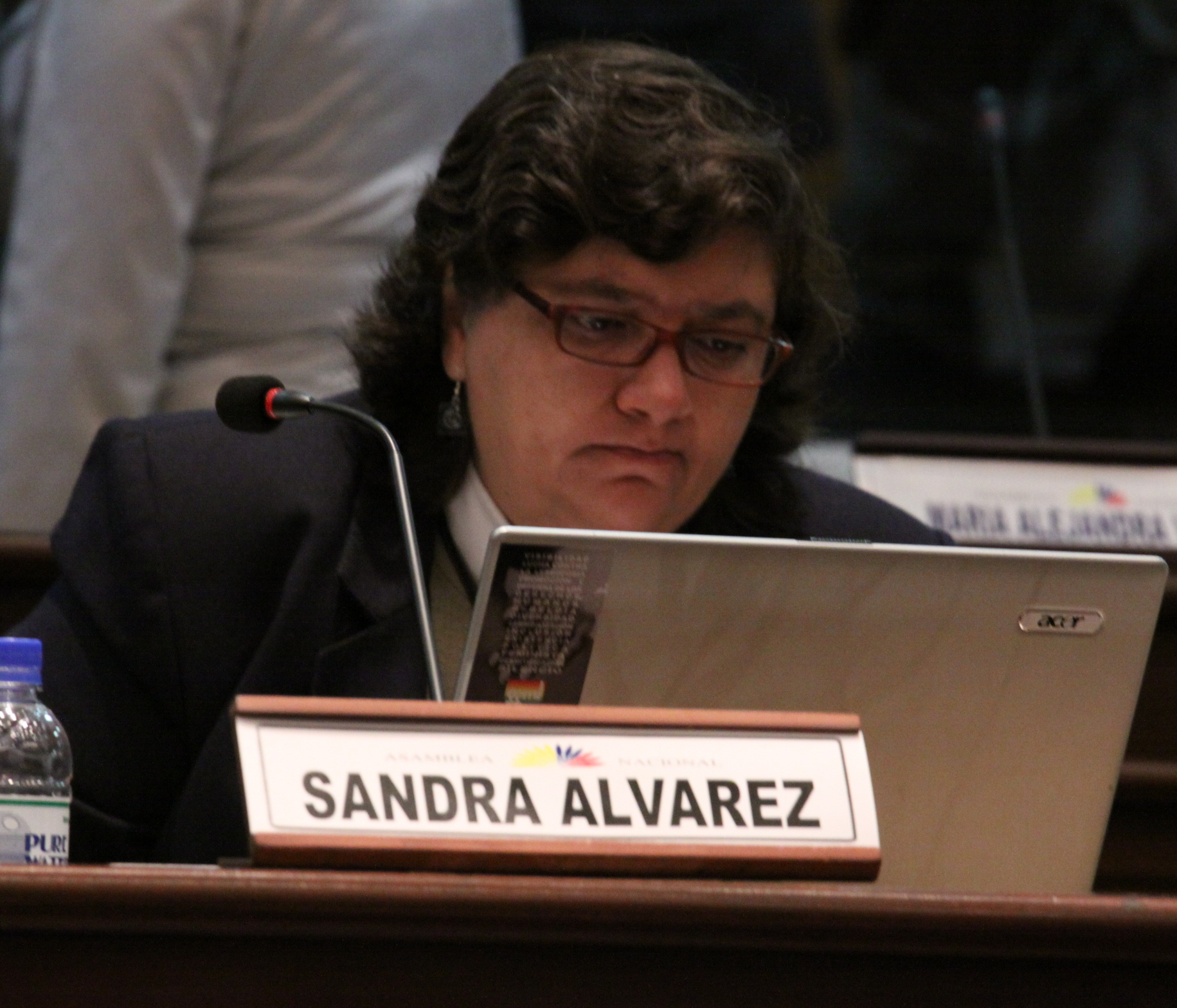
Sandra Álvarez, première femme lesbienne élue députée remplaçante.

Suiteà l'entrée en vigueur de la constitution de 2008, la députée María Paula Romo reprit les propositions de 2004 qui cherchaient à criminaliser les délits de haine et les ajouta à un ensemble de réformes du Code de la procédure pénale. Ces réformes furent approuvées en février 2009 et établirent une peine de six mois à trois ans pour incitation à la haine contre une personne en raison de son orientation sexuelle, entre autres catégories; une peine de deux à cinq ans pour blessure envers une autre personne pour les mêmes raisons; une peine de 12 à 16 ans en cas de mort de la victime; et une peine d'un à trois ans pour avoir refusé un type de service ou restreint les droits d'une personne appartenant à une des catégories signalées par la loi,,.
La nouvelle constitution a aussi permis les enregistrements officiels des unions de fait entre couples du même sexe, la première fut enregistrée devant notaire à Quito le 12 août 2009,. Un nouveau jalon fut aussi atteint avec l'élection en 2009 de l'activiste Sandra Álvarez Monsalve comme députée nationale suppléante, faisant d'elle la première femme ouvertement lesbienne à obtenir ce poste. On peut noter aussi le cas d'Estrella Estévez, qui après une longue bataille judiciaire devint la première femme trans à obtenir de changer son genre à féminin dans sa carte d'identité, une première dans l'histoire du pays, qui arriva le 22 octobre 2009,,.

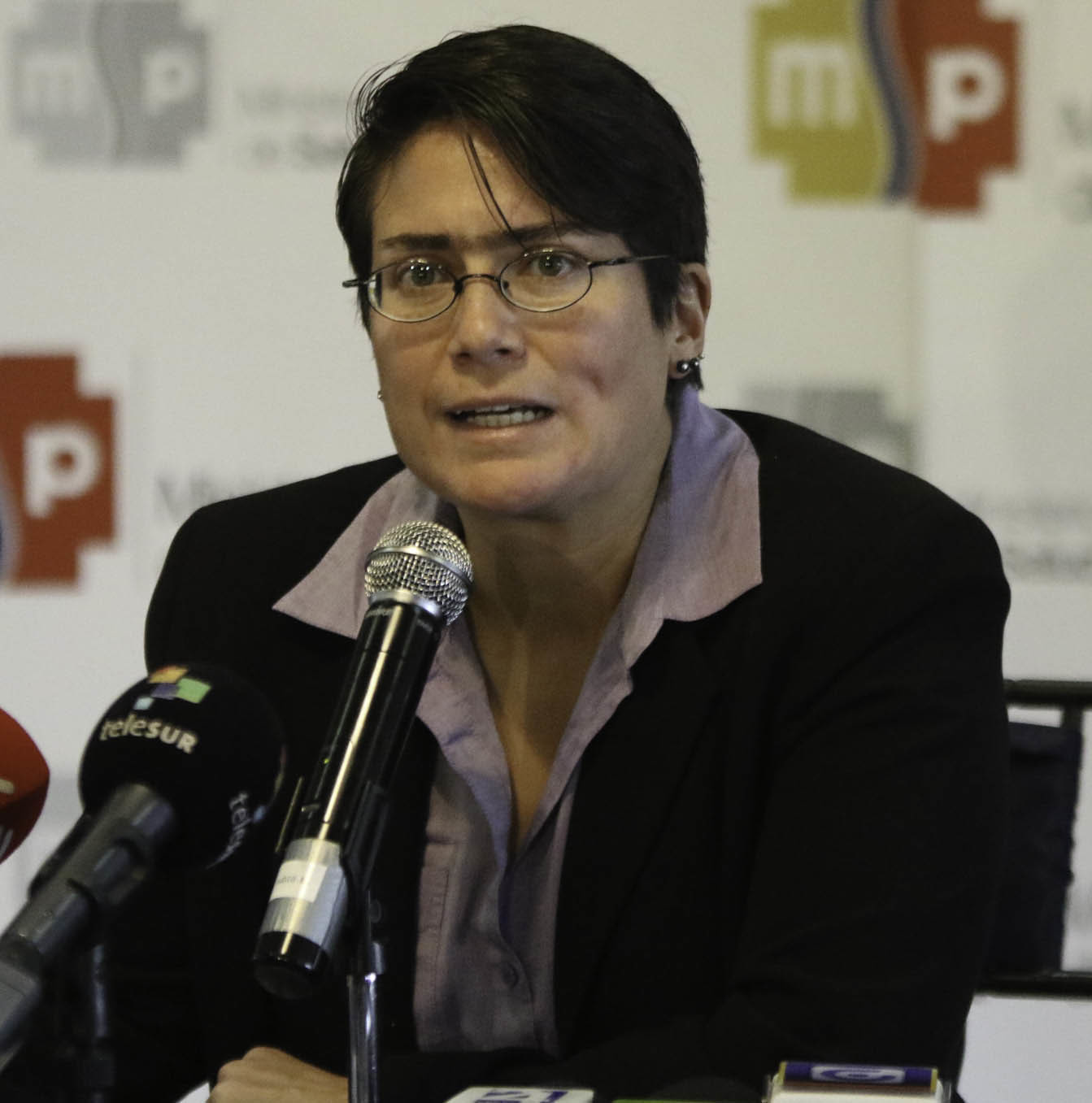
Carina Vance devint en 2012 la première personne LGBT à être nommée ministre du gouvernement.

En général, le nouveau cadre constitutionnel s'accompagna de progrès considérables en ce qui concerne l'acceptation sociale de personnes LGBT, ce fut le produit d'années d'efforts pour obtenir une meilleure visibilité et de nombreuses plaintes contre les discriminations. En 2009 eut lieu la première Marche des Fiertés LGBT de Guayaquil, alors que l'année suivante les autorités de la ville retirèrent enfin les panneaux qu'ils limitaient l'accès aux endroits touristiques et étaient utilisés principalement pour exclure les populations LGBT,. En mars 2011 eut lieu le premier mariage du même sexe d'une figure publique équatorienne, l'activiste et politique Humberto Mata, qui se maria en Argentine,.
Une autre avancée eut lieu en 2012 après de qu'un sit-in de femmes lesbiennes fût évacué de force de la Place Rocafuerte de Guayaquil par des membres de la police métropolitaine, ce qui a amené les autorités à obliger les policiers à participer à une série d'ateliers sur le respect des droits des personnes LGBT. En plus, en janvier de la même année, l'activiste Carina Vance, membre de la fondation lesbienne féministe Causana, devint la première personne ouvertement LGBT à obtenir le rang de ministre en Équateur, nommée par le président Rafael Correa à la tête du ministère de la santé publique,.
La nomination de Vance a amené un vent d'espoir étant donné qu'elle dénonçait depuis 2008 l'existence dans le pays des soi-disant «cliniques de deshomosexualisation», qui étaient des centres qui promettaient de «soigner» l'homosexualité et où trop souvent on enfermait des personnes à l'encontre de leur volonté mais à la demande des familles, avant de les soumettre à des tortures. La fondation Causana avait révélé peu avant la nomination l'existence d'environs 200 de ces centres à travers une pétition sur change.org. Pendant ses premiers mois à exercer cette fonction, Vance a réalisé trois rafles pour fermer ces centres et sauvé des douzaines de femmes enfermées. En plus fut publié l'accord ministériel 767, qui interdit l'offre et la pratique des thérapies de réorientation sexuelle,,. L'existence de ces «cliniques» est passé sur le devant de la scène internationale en juin de 2013, et a été dénoncée par des personnalités comme Ricky Martin, après le sauvetage de Zulema Constant, une jeune femme de 22 ans qui a été enlevée à la demande de sa famille pour être enfermée et torturée dans un de ces centres pendant 21 jours,,. En janvier de l'année suivante, l'Assemblée nationale a approuvé un nouveau Code Pénal dans lequel se trouvait un paragraphe qui a défini les thérapies de réorientation sexuelle ou de genre comme un aggravant au délit de torture,,. Pourtant, malgré la volonté du gouvernement de fermer ces centres, le fait de que beaucoup opèrent dans la clandestinité fait qu'ils continuent d'exister, comme on le voit avec des dénonciations aussi récentes que 2019.

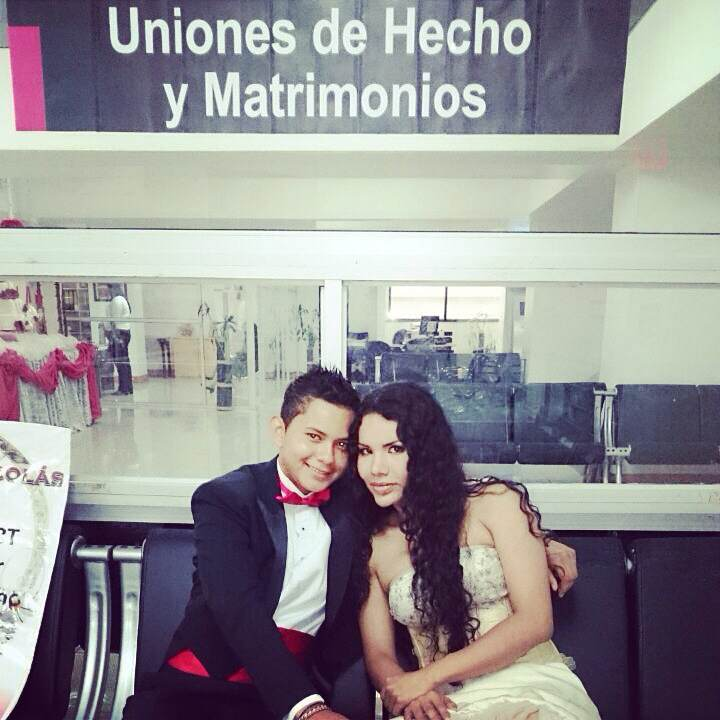
Diane Rodríguez et sa fiancée quelques minutes avant d'enregistrer leur union de fait (15 septembre 2014).

Un autre problème qui persistait pour les personnes LGBT était que, malgré la reconnaissance dans la constitution de 2009 des unions de fait entre les couples de même sexe, il existait des vides légaux à ce sujet et plusieurs notaires se refusaient à réaliser les démarches. En 2012, l'activiste Diana Maldonado a enregistré son union de fait par l'intermédiaire d'un mandat judiciaire, qui dictait que l'État civil devait inscrire ce statut sur sa carte d'identité, mais l'institution a refusé de faire le changement. Maldonado a présenté une action de protection contre l'État civil, le juge se prononça en sa faveur le 16 juin 2014,,. L'État civil créa une résolution le 22 août de la même année avec un mécanisme pour que les unions de fait pussent être enregistrées dans la carte d'identité comme une donnée complémentaire de l'état civil, bien que ça ait suscité des objections car l'union de fait n'était pas présentée comme un état civil en soit,. L'enregistrement de ces unions fut ouvert le 15 septembre et le premier couple à déposer son dossier fut l'activiste Diane Rodríguez et sa fiancée, Nicolás Guamanquishpe,.
En 2012 eut lieu aussi la campagne «Mon genre sur ma carte» organisée par un groupe de collectifs féministes et LGBT articulés dans un front uni nommé en Bâtissant l'Égalité (construyendo igualdad). La campagne a présenté un projet de réformes du Code Civil rédigées par l'activiste Elizabeth Vásquez dans le but de remplacer le champ de sexe dans la carte d'identité par genre.
Le problème de l'enregistrement des unions de fait et celui du genre dans la carte d'identité furent soumis au débat à l'Assemblée nationale dans le cadre d'un ensemble de réformes au Code Civil. Dans le cas du genre, la proposition finale votée était différente de l'original, et au lieu de remplacer le sexe par le de genre, elle permettait de réaliser ce changement uniquement pour les personnes trans qui le demandaient. Diverses activistes trans accueillirent la proposition positivement, considérant qu'il s'agissait d'un grand progrès, mais d'autres ont signalé que dans la pratique ça créerait deux types de cartes d'identité: une pour les personnes cisgenre avec le champ sexe et une autre pour les personnes trans avec le champ genre,. Dans le cas des unions de fait, la proposition demandait qu'elles forment un nouvel état civil. Ces réformes ont été approuvées par l'Assemblée nationale le 21 avril 2015,. Quelques jours avant, l'Assemblée avait approuvé en plus une série de réformes du travail, parmi lesquelles se trouvait un article qui ordonnait aux employeurs le paiement d'un an de salaire s'ils renvoyaient une personne pour son orientation sexuelle.

### Mariage pour tous et avis constitutionnels

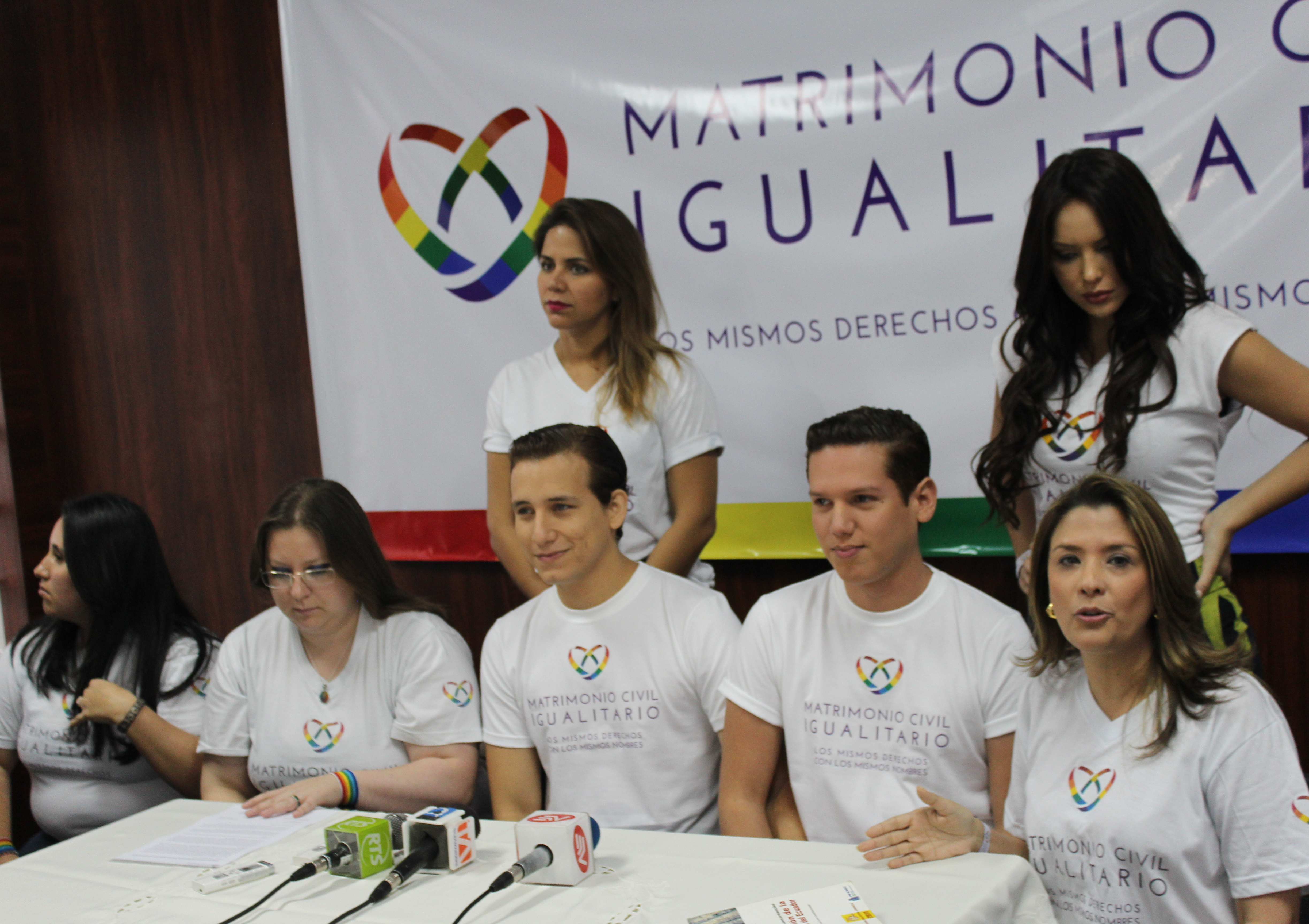
Conférence de presse pendant le début de la campagne pour le mariage pour tous en Équateur (2013).

La lutte pour le mariage pour tous en Équateur commença le 5 août 2013, lorsque l'activiste Pamela Troya se présenta avec sa fiancée devant l'État civil pour demander à remplir les papiers pour se marier. L'administration le leur refusant, Troya présenta une action de protection contre l'institution. Un mois plus tard un deuxième couple se présenta et après avoir reçu la même réponse négative, présenta lui aussi une action de protection. En preuve de soutien, le 6 mars 2016 la Chambre Provinciale de Azuay approuva une ordonnance pour créer un registre de mariages symboliques pour couples de même sexe,. Le premier mariage symbolique eut lieu en juin de la même année.
Dans les deux années suivantes la Cour Constitutionnelle émit deux avis historiques en faveur des populations LGBT. Le premier fut enregistré le 10 mai 2017 dans le Cas 0288-12-EP en faveur de Bruno Paolo Calderón, un homme trans qui fit un procès à l'État pour que son sexe soit reconnu comme masculin. Dans l'avis, la Cour Constitutionnelle résolut que la carte d'identité aussi bien que l'acte de naissance de Calderón devaient être changés pour indiquer son sexe comme masculin et demanda à l'Assemblée nationale d'amender la loi pour faciliter de futurs cas,,. Le second eut lieu le 29 mai 2018 dans le Cas 1692-12-EP en faveur de Satya, une enfant née d'un couple de femmes que l'État civil avait empêché d'être enregistrées comme ses mères. Dans l'avis, la Cour ordonna à l'État civil d'inscrire Satya avec les noms de famille de ses mères, et en plus de faire en sorte que dans le futur tout enfant conçu par l'intermédiaire des méthodes de reproduction assistée reçoive le nom de famille de ses parents sans importer qu'il provienne d'un foyer hétérosexuel ou homoparental.
Un événement international de grande importance qui allait avoir des répercussions en Équateur eut lieu en janvier 2018: la déclaration de la Cour Intéraméricaine des Droits de l'Homme sur l'Opinion Consultative OC17-24, dans laquelle la Cour affirmait que les États ayant adhéré au Pacte de San José du Costa Rica devaient reconnaître le droit au mariage pour les couples de même sexe. Le 8 mai de la même année, l'activiste Efraín Soria se rendit à l'État civil avec son fiancé, Javier Benalcázar, pour essayer d'obtenir un dossier de mariage. Devant le refus de l'État civil, Soria et Benalcázar ont déposé une plainte devant la Cour Provinciale de Justice de Pichincha, cette même Cour décida de demander une consultation à la Cour Constitutionnelle pour savoir si l'Opinion Consultative OC17-24 était applicable en Équateur.
Dans la ville de Cuenca, deux autres couples se rendirent à l'État civil pour essayer de se marier, mais leurs requêtes furent refusées en mai de 2018, et en conséquence ils déposèrent des actions de protection. Le 29 juin de la même année, les juges Iliana Vallejo et Ruth Álvarez, de l'Unité Judiciaire de la Famille, la Femme, l'Enfance et l'Adolescence, acceptèrent les actions de protection en se basant sur l'Opinion Consultative OC17-24 et déclarèrent le principe d'égalité était violé par ces refus et que l'État civil devait marier ces couples immédiatement. Pourtant, le 10 septembre, le Tribunal de la Cour de Justice de Azuay trancha en appel en faveur de l'État civil et annula la décision des juges Vallejo et Álvarez, remettant donc le futur du mariage pour tous entre les mains de la Cour Constitutionnelle,.
Le 29 mars 2019, la Cour Constitutionnelle commença l'audience pour décider de la légalité du mariage entre personnes du même sexe dans les cas 11-18-CN et 10-18-CN,,. Les décisions tombèrent le 12 juin de la même année et furent approuvées au vote avec cinq pour et quatre contre. La première décision fut celle du juge Ramiro Ávila Santamaría qui détermina que l'Opinion Consultative OC17-24 était obligatoire en Équateur, et qu'une réforme constitutionnelle n'était pas nécessaire pour légaliser le mariage entre personnes de même sexe, puisque la définition de mariage comme union entre un homme et une femme présente dans la constitution était complétée par celle de mariage entre personnes du même sexe, qui était garantie à travers l'Opinion Consultative et les divers articles de la Convention Américaine des Droits de l'Homme. La deuxième décision fut celle du juge Ali Lozada et qui déclara inconstitutionnels les articles du Code Civil et de la Loi de Gestion de l'Identité et Données Civiles qui faisaient référence au concept de mariage comme union entre homme et femme et à la finalité du mariage comme la procréation. Il substitua cette définition par: «le mariage est un contrat solennel par lequel deux personnes s'unissent afin de vivre ensemble et de s'aider mutuellement». Les décisions sont entré en vigueur le 8 juillet 2019 avec leur publication dans le Registre Officiel, et ainsi le mariage entre personnes du même sexe fut légalisé en Équateur.

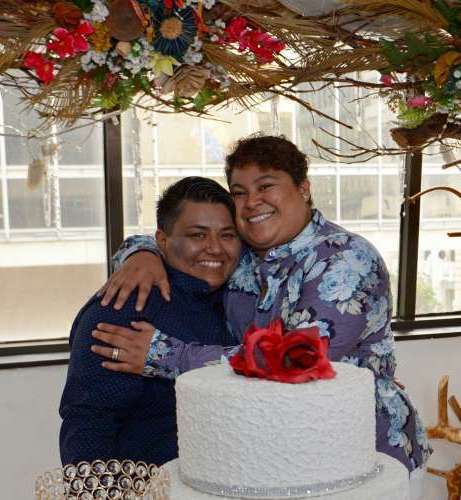
Alexandra Chávez et Michelle Avilés, premier couple de même sexe à se marier en Équateur.

La légalisation du mariage pour tous entraîna des réactions de refus des groupes conservateurs et religieux, qui organisèrent des marches à Guayaquil et Quito contre les avis de la Cour Constitutionnelle,. Eugenio Arellano Fernández, président de la Conférence Épiscopale Equatorienne s'est aussi prononcé contre ces avis et a déclaré que la Cour n'était pas autorisée à faire ça. Profitant du Jour International des fiertés LGBT, des personnes en faveur des droits des populations LGBT marchèrent à leur tour dans les principales villes et célébrérent les décisions de la Cour. Le président Lenín Moreno s'est prononcé sur la légalisation dans un message télévisuel et a affirmé qu'il était de son devoir et de celui de tous les citoyens de respecter les décisions de la Cour Constitutionnelle. Il a parlé des membres de la Cour comme de «juges serieux et honnêtes».
Le premier mariage entre personnes du même sexe a eu lieu le 18 juillet 2019 et fut celui de Michelle Avilés et Alexandra Chávez, qui se sont dit oui à l'État civil de Guayaquil,,,. Le premier mariage entre deux hommes a eu lieu le 25 juillet de la même année et fut celui de Giovanny Vareles et Borys Álvarez, eux aussi mariés à l'État civil de Guayaquil. Pendant les deux premières années d'application des avis 267 mariages de couples du même sexe ont été enregistrés en Équateur.

### Décennie de 2020
Le 28 juin 2021, le président Guillermo Lasso créa le Sousecrétariat des Diversités, premier organisme publique équatorien créée avec l'objectif exclusif de répondre aux problèmes des populations LGBT du pays,. Le 13 juillet de la même année, l'Assemblée nationale a ratifié unanimement la Convention Interaméricaine contre toute forme de discrimination et intolérance, le premier document régional obligatoire qui reconnaît de forme explicite les motifs de discrimination sur l'orientation sexuelle, l'identité de genre et l'expression de genre,.
Du côté de la représentation politique, deux personnes ouvertement LGBT ont été élues députés suppléants pendant les élections législatives de 2021: Walter Gómez Ronquillo et Jahiren Noriega,. Tous les deux ont assumé la charge de députés titulaires en septembre  2022, après la démission des députés dont ils étaient suppléants. Il convient aussi de noter l'élection de José Arroyo Cabrera, qui en 2023 a été élu maire du canton de Pujilí, ce qui fit de lui la première personne ouvertement LGBT élue maire dans l'histoire de l'Équateur.